# 海上自衛隊の航空母艦建造構想
海上自衛隊の航空母艦建造構想（かいじょうじえいたいのこうくうぼかんけんぞうこうそう）では、海上自衛隊の航空母艦等の類似艦艇建造構想について述べる。

## 護衛空母取得の試み (警備隊時代)
保安庁警備隊は、その創設期より、航空母艦の取得（旧帝国海軍との連続性を重視するなら再取得）を志向していた。海上保安庁海上警備隊から改編された直後の1952年（昭和27年）、Y委員会においてまとめられた新日本海軍再建案では、アメリカ海軍からの供与により護衛空母4隻の整備が盛り込まれていた。このときには、要求過大であったことから新日本海軍再建案そのものがアメリカ側に受け入れられなかったものの、1953年（昭和28年）3月ごろには、対潜掃討群（HUKグループ）の編成という具体的な運用構想のもと、その中核艦として護衛空母（CVE）ないし対潜空母（CVS）の貸与を受けることが構想された。保科善四郎元中将によれば、Y委員会が作成した約30万トンの海軍再建案に対して、アメリカ海軍の極東艦隊で参謀副長を務めていたアーレイ・バーク少将は「海軍は飛行機を持つべきである」として、航空母艦4隻の保有と海軍航空隊の再建を強く主張し、これらを海軍再建案に入れることを希望していたという。1952年にY委員会が作成した、1952年2月25日付の「航空軍備建設に関する研究」では、海上交通路確保用の護衛空母には1隻当たり戦闘機9機と軽爆撃機3機を搭載することが計画されており、将来の機動部隊の基礎となる「海上護衛兵力」として、護衛空母4隻に搭載される戦闘機36機と軽爆撃機12機が計上されていた。
1953年（昭和28年）7月に保安庁が試案として作成した「警備五ヵ年計画案」のA案（アメリカ側の要望により、旧日本陸海軍人が合作）には、10,000トン級の航空母艦10隻と航空母艦搭載機920機の保有が盛り込まれていたほか、1953年（昭和28年）9月に保安庁が作成した「防衛五ヶ年計画案」には、警備隊が保有する中心勢力に「護衛航空母艦も含む」と明記された。また同時期、アメリカ海軍も警備隊において航空母艦の必要性を認めており、1953年（昭和28年）12月21日付でアメリカ統合参謀本部事務局が作成した「日本の防衛力」および別紙資料で示された当時の警備隊の兵力整備目標のなかに、軽空母4隻と防空巡洋艦3隻の保有が盛り込まれていた。ただしこれらについては、この時点では日本政府に対して提案されないこととされていた。
これらの流れを受けて、1954年（昭和29年）には、保安庁の昭和29年度防衛力増強計画において、警備隊用として駆逐艦母艦（AD：7,000トン）1隻が駆逐艦4隻、護衛艦3隻ともにアメリカ側に要求され、同艦を空母に改造することを検討した。また同じころに、終戦後引揚げ輸送に活躍した興安丸（7,077総トン）を警備隊へ保管転換する話もあり、同船をヘリコプター搭載艦に改造することも検討されたが、いずれも実現に至らなかった。
同年4月には、アメリカ軍事援助顧問団から第二幕僚監部に対して、HUK部隊の中核となる空母2隻を貸与するとの意向が示された。これを受けて、1955年（昭和30年）9月には長澤浩海幕長が横須賀でアメリカ海軍の護衛空母を視察した。また1955年（昭和30年）に海上幕僚監部総務部長 庵原海将補が訪米した際には、太平洋艦隊航空部隊司令官 ジョイ中将より、空母3隻と巡洋艦3隻を含む対日軍事援助計画案を開示され、同行した石黒1等海佐はモスボール中の空母に案内されて日本に貸与予定の艦と説明された。しかしその後、1956年（昭和31年）にかけておこなわれた防衛庁部内での検討において、当時の経済情勢等を勘案して「空母の受け入れは時期尚早」と結論されて、これらの構想は一応放棄された。
しかしその後も、海自の戦略的部隊としての「へリ搭載母艦を基幹とする対潜掃討群」創設構想は連綿と維持された。1957年（昭和32年）からS2Fの供与が開始されるにあたり、これを受領するためにTBM隊の要員を主力として編成された第1訓練派遣隊が渡米する際には、横須賀からハワイを経由してサンディエゴに帰国するアメリカ海軍の対潜空母（CVS）「プリンストン」に便乗するという異例の措置が取られており、乗艦中に同艦搭載のS2Fを用いた実物教育が行われたが、派遣に参加した元隊員は、この時の派米部隊は将来の空母運用を見越して派遣されたと語っている。また、自衛艦隊司令官を務めた北村謙一や「あまつかぜ」艦長を務めた是本信義の証言によれば、上記の「プリンストン」と同じCVSの導入も検討されていたが、最終的に計画は断念された。

## 対潜掃討群とCVH (2次防以前)
その後、対潜哨戒ヘリコプター（HS）という新技術の発達とともに、ヘリ空母として独自の運用思想が構築されることとなった。この当時、原子力潜水艦の登場に伴って、敵潜の避退時速力の高速化が予想されたことから、水上艦艇による掃討列の前・側方にヘリコプターを配することで捕捉率を向上させることが構想されており、世界的にもまだあまり例のない運用思想であった。
この運用思想のもと、基準排水量23,000トンのCVH-a（対潜ヘリコプター18機及びS2F対潜哨戒機を6機搭載）と、基準排水量11,000トンのCVH-b（対潜ヘリコプター18機搭載）の2案が構想されたが、検討の結果、総合的にCVH-b案が優れると判断された。
1959年（昭和34年）には海幕内で「ヘリ空母CVH」として計画が具体化され、同年8月には技術研究本部において検討資料として、右記のような諸元を備えた配置図草案が作成された。主機関は「あまつかぜ」（35DDG）に準じたものとされた。飛行甲板は全長155m×最大有効幅26.5mで、中部から後部にかけて3ヶ所のヘリコプター発着スポットが設定されていた。エレベータは17m×8m大のものが2基、前部エレベータは甲板内式、後部エレベータは舷側式に設置される。ハンガーは長さ112.5m×最大幅22mで、HSS-2ヘリコプター18機を格納できるものとされた。ダメージコントロールのため、船体中心より後方4mの位置でスライディング・ドアが設置されており、非常時にはこれを封鎖してハンガーを前後に分割することができるものとされた。建造費は100億円と見積もられ、日本側負担が80.5%、アメリカ側が19.5%、またHSS-2ヘリコプター27機の予算は日本側負担が47.8%、アメリカ側負担が52.2%、経費全体では日本側負担が62.8%、アメリカ側負担が37.2%だということまで話が決まっていた。また対潜掃討群の編成としては、CVH×1隻、DDG×1隻、DDA×2隻、DDK×3隻と計画されていた。これらの構想に関して、1960年9月に海上幕僚監部から派米されたASW調査団は、アメリカ海軍から全面的な賛同を受けた。
1960年（昭和35年）9月8日に日本の外務省で開催された第1回日米安全保障協議委員会（SCC）において、アメリカ太平洋軍のフェルト司令官は池田勇人首相と会談した際に、ソビエト海軍の潜水艦の脅威に対抗するためには対潜水艦作戦が重要であることを指摘し、日本にヘリコプター空母の保有を勧めていた。これに対して池田首相は「日本独自でやろうにもアメリカの援助がなければ（ヘリコプター空母は）出来ないのではないか」とした上で、「長期的にみれば日本として何とかやらなくてはならぬ」と答えている。
赤城宗徳防衛庁長官が積極的に推進していたこともあって、CVHに関してはこのように具体的な検討がなされ、1960年（昭和35年）7月の防衛庁（当時）庁議において建造が決定された。しかし同年は、いわゆる60年安保の年で政局が混乱していたことから、2次防の国防会議への上程そのものが見送られることとなった。また外洋に出ていきたい海上自衛隊と専守防衛にこだわる防衛庁（当時）内局とのせめぎ合いが起こったこともあり、昭和36年度予算および2次防へのCVH計上は行なわれず、以後、CVH計画が正式に取り上げられることはなかった。
防衛庁防衛局長や官房長を務め、自身の持論に基づき2次防CVHなどの計画に強硬に反対した海原治は、2次防CVHに関して「(海上自衛隊は)日本の四つの島が生きてくために何が出来るか、何をするかということじゃないんですよ。やはり軍艦マーチに乗って太平洋に出ていく、これが夢なんですね。それは(旧海軍から)今でも生きているんです」「私がヘリ空母を沈めたことはアメリカの方にとっても衝撃だったんですね。(中略)海上自衛隊とアメリカ海軍との間で決まっているものを私がご破算にしちゃったわけです。だから、これは大変な問題になるわけです、彼らにとっては」と述べている。また、後に自衛艦隊司令官となった香田洋二海将は、海原防衛局長の防衛論の限界を指摘する一方、CVH計画についても下記のような問題点を指摘している。
- 予算面の問題 - 100億円という高コストゆえに、他の艦隊整備（ミサイル護衛艦（DDG）の増勢など）を圧迫した恐れが大きい[19]。なお、海自初のミサイル護衛艦であった「あまつかぜ」（35DDG）の建造費は98億円であり、海自はその性能に大きな感銘を受けつつも、その余りの高コストから同型艦の建造には踏み切れなかった。結局「あまつかぜ」以降、海自はたちかぜ型（46/48/53DDG）の建造まで約10年間、ミサイル護衛艦の建造は行わなかった。
- 性能面の問題 - 1960年当時、まだシーキング・シリーズの最初期モデルであるHSS-2（SH-3A相当）ですら実用化されておらず、ソノブイによる対潜戦のノウハウも蓄積されていないなど、艦載哨戒ヘリコプター・システムの完成度自体が低く、所期の機能を保持できたか疑問である。なお、後にDDHによる8艦8機体制が策定された際に艦載機とされたのは、シーキング・シリーズの後期型であるHSS-2B（SH-3H相当）であった。

## 8艦6機体制とDLH (3・4次防)
第3次防衛力整備計画（3次防：昭和42年 - 46年（1967年 - 1971年）度）において、艦隊構成として8艦6機体制の構想が採択され、これに基づき、ヘリコプター3機搭載の4,700トン型DDH2隻（43年度計画艦、45年度計画艦）が建造された。
続く第4次防衛力整備計画（4次防：昭和47年 - 51年（1972年 - 1976年）度）では、オペレーションズ・リサーチの手法によって、計画はさらに具体化された。この結果、護衛隊群の基本構成としての8艦6機体制が踏襲されるとともに、艦隊防空火力として、ターター・システム搭載のミサイル護衛艦（DDG）1隻が編成に含まれることとされた。そしてこれらの航空運用能力と艦隊防空ミサイル運用能力を1隻で充足しうる艦として、8,700トン級DLHが構想されることとなった。このDLHは、護衛隊群2群目の近代化用と対潜掃討群用として計画されており、当初案では基準排水量8,700トン - 10,000トン程度、主機関は蒸気タービン12万馬力、ヘリコプター6機搭載とスタンダードSAM装備として、2隻建造することを計画するも、オイルショックの影響を受け、基準排水量8,300トン程度、蒸気タービン10万馬力、対潜ヘリコプター6機搭載、対空ミサイル装備なしの縮小型に変更し、隻数も4次防期間中の建造数を一隻に減らした。DLHは将来的にハリアー垂直離着陸戦闘機を搭載・運用することを考慮して全通飛行甲板を備えていた。ヘリコプター搭載護衛艦の大型化は、VTOL空母導入への道を開く含みがあったとされる。
しかし国防会議事務局長の海原治の反発とオイルショックの影響で対潜掃討群の新編が断念されたこともあって見送られ、かわって、4,700トン型DDHの拡大改良型である5,200トン型DDH2隻（50年度計画艦、51年度計画艦）が建造された。なお、のちに洋防研に伴う諸検討が行なわれていた1987年（昭和62年）5月19日の参議院予算委員会において、西広整輝防衛局長（当時）は、対潜ヘリコプター搭載の空母について「空母がやられてしまいますと非常にダメージが大き過ぎるというようなことで、分散して護衛艦に1機か2機ずつ積んだ方がよろしいということで別の選択になったわけであります」と答弁している。
その後、海上自衛隊では8艦6機体制にかわって8艦8機体制を策定したが、この体制下においても、これらのDDHは航空中枢艦として活躍した。
なおこの時期、社会党の大出俊により防衛庁防衛局が作成した日米安保解消と日米安保条約の相互防衛条約への改定の2つのケースを想定した自前防衛の長期構想が明らかにされ、長期構想に「攻撃型空母や原子力潜水艦の保有」や、「日本の核保有には2兆8,000億必要になる」との見通しが書かれていることが政治問題化したが、防衛庁（当時）はあくまで安全保障に関する研究の一環であり、問題はないとした。また北村謙一自衛艦隊司令官が「将来、攻撃型空母も持ちたい」と発言したことが社会党から問題視されて国会で政治問題化したことにより石田捨雄海上幕僚長が記者会見で謝罪する事態となった。その後、北村司令官は退任に追い込まれ、責任を問われた石田海幕長もその後退任を余儀なくされた。
ほか、1969年（昭和44年）10月に外務省で開かれた「日米安全保障高級事務レベル協議（SSC）」において、北方領土周辺でのソ連軍の動きをめぐる議論の中でマイヤー駐日大使らから「日本は空母建造などを考えているか」との質問があり、これに対して旧海軍出身の板谷隆一統合幕僚会議議長が「空母については海軍軍人としてはもちろん欲しいが、空母を防衛のためだけで説明するのに難点もある」「ヘリ空母を作る計画を練ったが経費がかかりすぎるので流した」と答えている。
1970年（昭和45年）当時、海上自衛隊は2次防で計画したが見送ったヘリ空母について、必要との考えを変えておらず、ヘリコプター搭載大型護衛艦（DLH）とは別にヘリ空母建造の構想もあったとされる。1969年版『自衛隊年鑑』には、海上幕僚監部のメンバーによる巻頭論文「ゆれ動く世界―アジアの防衛はどうなるか」が掲載されており、その中でベトナム戦争の情勢悪化を受けて日本政府が在留邦人救出のために自衛隊機による救出策を検討した際に、救出に使える自衛隊機が無かったことを例に挙げ、ヘリ空母の「平和的利用の方法」として在留邦人救出への活用に言及している。
1973年（昭和48年）4月に海上幕僚監部調査部が作成した部内参考資料である『海上防衛力の役割』では、現状では日本の海上交通路に対する敵の航空機や水上艦からのアウトレンジ攻撃を阻止する役割は主にアメリカ海軍第7艦隊の空母機に依存するよりほかないが、第7艦隊の空母に常時期待するわけにはいかず、米空母不在時には国防上の重大な穴があく恐れがあると指摘していた。海上自衛隊はその対策として将来的には自衛のためにV/STOL機搭載の「Sea Control Ship」的な艦が必要になるとし、Sea Control Shipの名称については、「小型空母」と訳すと待ち構えていた反対派に足をすくわれるので用語は慎重を要するとし、適訳がなければ原語のままが無難であるとしていた。

### CTOL艦上機に関する検討
海上自衛隊は、2次防において、偵察・攻撃・機雷敷設のためにP6MまたはA3Dの装備を検討したが、MAP供与の見込みがないことなどから実現に至らなかった。その後、4次防では、上記のハリアーのほかに、敵の制空権下で洋上哨戒を行い、艦隊の上空援護や洋上攻撃を行う「高速哨戒機」としてF-4EJを1個飛行隊分（9機から11機）導入することが検討された。更にこの時期には、S2F-1の後継となる小型哨戒機として、当時アメリカ海軍が開発中であったS-3が有力候補とされていた。
これらの機体は艦上機ではあったが、海自では必ずしも艦上運用を想定していたわけではなかったとされる。ただし朝日新聞社社会部の防衛担当記者であった田岡俊次は、海上自衛隊が1980年代までには空母を保有する願望があることに言及しつつ、「将来、（S-3などを）空母に積むつもりなら最初から方針を表明すべき」であり、10数年後に「艦上戦闘機も艦上哨戒機もすでにあります。これを十分に活用するには空母が必要です」との深慮遠謀は、納税者に対して不誠実だと批判していた。なおF-4導入計画は4次防の計画確定直前に突如浮上したものであり、ポスト4次防以降で再び取り沙汰されることはなかった。
元海上自衛隊佐世保地方総監の杉浦喜義元海将は、1964年（昭和39年）に海上幕僚監部防衛課業務班の中期担当として勤務していた頃に、1953年（昭和28年）から1954年（昭和29年）頃に作成された航空兵力整備の素案資料を閲覧している。資料は旧海軍の記号で機種を区分して戦闘機から攻撃機まで全機種を網羅した構想の表であり、一番古い案は1,000機以上の機数だった。杉浦によると時間の経過とともに機数は減少し、機種も少なくなったが、最後まで攻撃機の欄は消えなかったという。2次防では双発ジェットエンジンの高速攻撃機1隊分8機の取得計画が明文化されたが、攻撃機に対する予算枠は確定せず、期間中に予算要求もされなかった。その後、3次防の初期案には2次防の思想を受けて高速攻撃機1隊分の機数が計上されたが、予算枠の縮小により機数が減り、1966年（昭和41年）の前半には姿を消したという。43中業では八戸航空基地、鹿屋航空基地など5基地にハープーンが搭載可能な小型対潜機を各2隊配備する計画があり、航空機による洋上攻撃力の保持が構想されていた。海上自衛隊の航空兵力整備の担当者たちは大東亜戦争（太平洋戦争）で洋上における航空攻撃力の重要性を命を懸けて体験しており、海自独自の航空機による洋上攻撃能力は必要欠くべからざる兵力と認識していたという。
旧海軍・海上自衛隊OBで構成された海空技術調査会（保科善四郎会長）は、1972年(昭和47年)に出版した『海洋国日本の防衛』において将来の海上防衛部隊の1つとして、主として外洋（距岸100海里以遠）にある外航船舶の対空間接護衛を行うジェット機である、超遠距離対空哨戒襲撃機（PF-X）を12機配備（本土に6機、硫黄島に6機）し、西太平洋における敵性攻撃機の捜索攻撃を行うとしていた。ほか、第1護衛隊群、第2護衛隊群、第3護衛隊群にDDHとは別に対潜空母（CVS）を1隻ずつ配備（計3隻）し、艦載機として対潜空母搭載固定翼機を36機（12機×3隻で36機）とヘリコプターを54機（18機×3隻で54機）導入するとしていた。

## 洋上防空とDDV
1970年代後半ごろより、シーレーン防衛という新たな概念が重視されるようになってきた。1976年（昭和51年）に海上幕僚長に就任した中村悌次海将は、防衛すべき範囲として東京とグアムおよびバシー海峡をそれぞれ結ぶ2本のライン（中村ライン）を提示した。1981年（昭和56年）5月、この概念を元にワシントンD.C.訪問中の鈴木善幸内閣総理大臣が「シーレーン1,000海里防衛」を提唱し、続く中曽根康弘内閣でさらに具体化された。
1982年の第十四回日米安保事務レベル協議に基づき、1983年からは、政府主導のもと、シーレーン防衛に関する日米共同研究が着手された。また防衛庁でも、1986年（昭和61年）5月に業務・運営自主監査委員会を発展拡大させて防衛改革委員会を設置するにあたり、その傘下の4つの委員会および小委員会の一つとして洋上防空体制研究会（洋防研）が発足した。
この時期のソビエト連邦軍では、射程400km、超音速を発揮できるKh-22 (AS-4 キッチン) 空対艦ミサイルと、その発射母機として、やはり超音速を発揮できるTu-22M爆撃機、そして電子攻撃用に改造されたTu-16電子戦機の開発・配備が進められるようになっており、経空脅威は大幅に増大していた。この情勢に対し、洋防研では、遠距離ASM母機対処と中距離ASM対処、近距離個艦ASM対処という縦深防空体制が検討された。このうち、中距離ASM対処についてはDDGへのイージスシステムの搭載が検討され、従来のターター・システムよりもはるかに強力な防空能力を備えるであろうと試算されたが、それでも、数次にわたる空襲を受けた場合は艦隊の防空網をすり抜けたASMによる損害が蓄積され、最終的に艦隊は失われるとの予測がなされ、母機対処能力の重要性が認識された。
洋防研において、母機対処能力としては下記のような施策が検討された。
1. F-15戦闘機および早期警戒管制機（AWACS）、空中給油機による、百里・硫黄島・グアム線における空中哨戒（CAP）：AWACS・空中給油機はこの時点では実現しなかったが、後年、段階的に導入された[40]。
2. 全通飛行甲板型護衛艦（DDV）[注 5]搭載のハリアー艦上戦闘機と早期警戒（AEW）ヘリコプターによるCAP
3. P-3C対潜哨戒機の機体にAN/AWG-9火器管制レーダーとAIM-54 フェニックス空対空ミサイルを搭載した迎撃機（P-3P[注 6]）による直衛または百里・硫黄島・グアム線におけるCAP[注 7]

この検討途上に出版されたジェーン海軍年鑑1985-6年版では、日本が16,000トン級の大型ヘリ空母（対潜ヘリ14機搭載、ミサイルVLS装備）の建造を計画していると記載されたが、読売新聞の取材に対して、防衛庁はこの記載を否定した。その後、同年10月20日付けの日本経済新聞にて、防衛庁内で洋上防空の柱として「VTOLなどを積む護衛用軽空母」を導入する構想が浮上していることが報じられた。日経新聞の報道により計画が部外に明らかになった当初、軍事評論家の藤木平八郎は縦深洋上防空には理解を示すも、シーハリアーの能力不足を指摘していた。また、ほぼ同時期に、日本戦略研究センターが政府・自民党に対して提出した「防衛力整備に関する提言」の中で「護衛水上部隊は、七個護衛隊群とする。そのうちの五個護衛隊群は、それぞれ各出撃二 - 三週間の連続作戦に必要な対潜ヘリコプターのほかに、対象勢力の新型基地爆撃機を要撃する要撃機などを積載できる対潜ヘリコプター等搭載、大型護衛艦（DLH）一隻を中核として編成する」とされていた。
以上のような検討を経て、DDVはおおむね、排水量15,000〜20,000トン前後、全通甲板を有し、ハリアー級の戦闘機を10機前後、早期警戒（AEW）ヘリコプターおよび対潜哨戒ヘリコプターを数機搭載する構想となった。ここで搭載する戦闘機としては、下記のような検討を経て、AV-8B+が選定された。各機AMRAAMを4発搭載した1編隊2機でDDV/護衛隊群の脅威軸方向200キロ付近の空域での90分のCAPを基本とし、ASM母機迎撃の際には、ASM発射距離をDDV/護衛隊群から350キロと想定して、早期警戒情報によってCAP空域から会敵地点に向かい、1編隊4機の敵爆撃機を計8発のAMRAAMにより迎撃する構想であった。この運用を連続的に維持するための最小機数は、4編隊8機に予備機2機を加えた計10機と見積もられた。
しかし、DDVは護衛艦の名を冠してはいるが実質的な空母であるため、国内外から強い反発が予想されることから政治的配慮が働き、防衛庁内局を中心に強い反対意見が出ていた。また洋防研において母機対処の必要性は理解されたものの、肝心のハリアーの能力が限定的であり、超音速のTu-22M爆撃機への対処に不安が残ったほか、DDVで搭載できるような早期警戒ヘリコプターでは超音速爆撃機を十分早期に探知することが難しく、APS-138レーダー搭載型P-3あるいはAWACSの随伴が必要であり、運用上の制約があることが再確認された。その他の母機対処策もいずれも「帯に短し襷に長し」の状況であり、結局、全案取り下げられて、中距離ASM対処策としてのイージス艦の導入に注力することになった。アメリカ海軍も、アメリカ海軍空母の護衛に加わることができるイージス艦の導入を推奨しており、吉田學海将が当時のアメリカ海軍作戦部長ジェームズ・ワトキンス大将を説得したことによって、当初予定されていた一世代前のものではなく、最新のイージスシステムの提供が実現した。
上記のように1988年のDDV構想は頓挫したが、海上自衛隊は軽空母を諦めておらず、「次期防で（軽空母の）調査費だけをつけて、次々期防（1996年から2000年）で導入する」ことを想定していた。また、国内航空機メーカーでは、イギリスのシーハリアーより足の長いVTOL戦闘機の研究に着手していた。1988年12月22日から始まった中期防衛力整備計画の策定作業の開始に当って、陸上自衛隊は多連装ロケットシステム（MLRS）とAH-64A アパッチ、航空自衛隊は早期警戒管制機（AWACS）と空中給油機の新規導入が検討される中、構造不況に苦しむ造船業界は海上自衛隊の軽空母の導入論議に注目していたという。
1993年（平成5年）6月29日、岡部文雄海上幕僚長は退任前の最後の記者会見において、海上防衛力の今後のあり方について、「現状では洋上防空能力が欠落している。イージス艦を超えるものが必要だと思う」と述べ、空母の導入が必要との考えを示唆した。岡部は2016年に防衛研究所戦史研究センターからインタビューを受けた際にも、海上自衛隊は対潜や掃海に特化したことにより海軍としての機能が欠落している部分があるため、アメリカ海軍と一緒に行動しなければ小規模な作戦でさえ独力で遂行できない歪な状態にあることを指摘し、防空や一部攻撃機能を保有するためにも「ぜひ空母を持ちたい」というのはずっと持ち続けた夢だと述べている。元大湊地方総監の吉川圭祐元海将も、現状では「アメリカ海軍や航空自衛隊の艦隊防空の援護が必要」だが、「本当は海上自衛隊自体が艦船防護のための航空兵力を艦艇の上空に持つことが必要」だと指摘している。また統合幕僚会議議長を務めた佐久間一も、「DDVが絶対とは私は今でも思っていません。しかし、いちばん現実的なオプションではあるだろうな」との見解を示している。
2004年（平成16年）の新大綱策定のために防衛庁に設置された「防衛力の在り方検討会議」でまとめられた論点整理において、弾道ミサイルに対処するための敵基地攻撃について「引き続き米軍に委ねつつ、日本も侵略事態の未然防止のため、能力の保有を検討する」として、ハープーン ブロックIIやトマホークと共に、「軽空母」の導入が検討対象に入ったことが報じられた。

### ハリアーの導入に関する検討

#### 1970年代

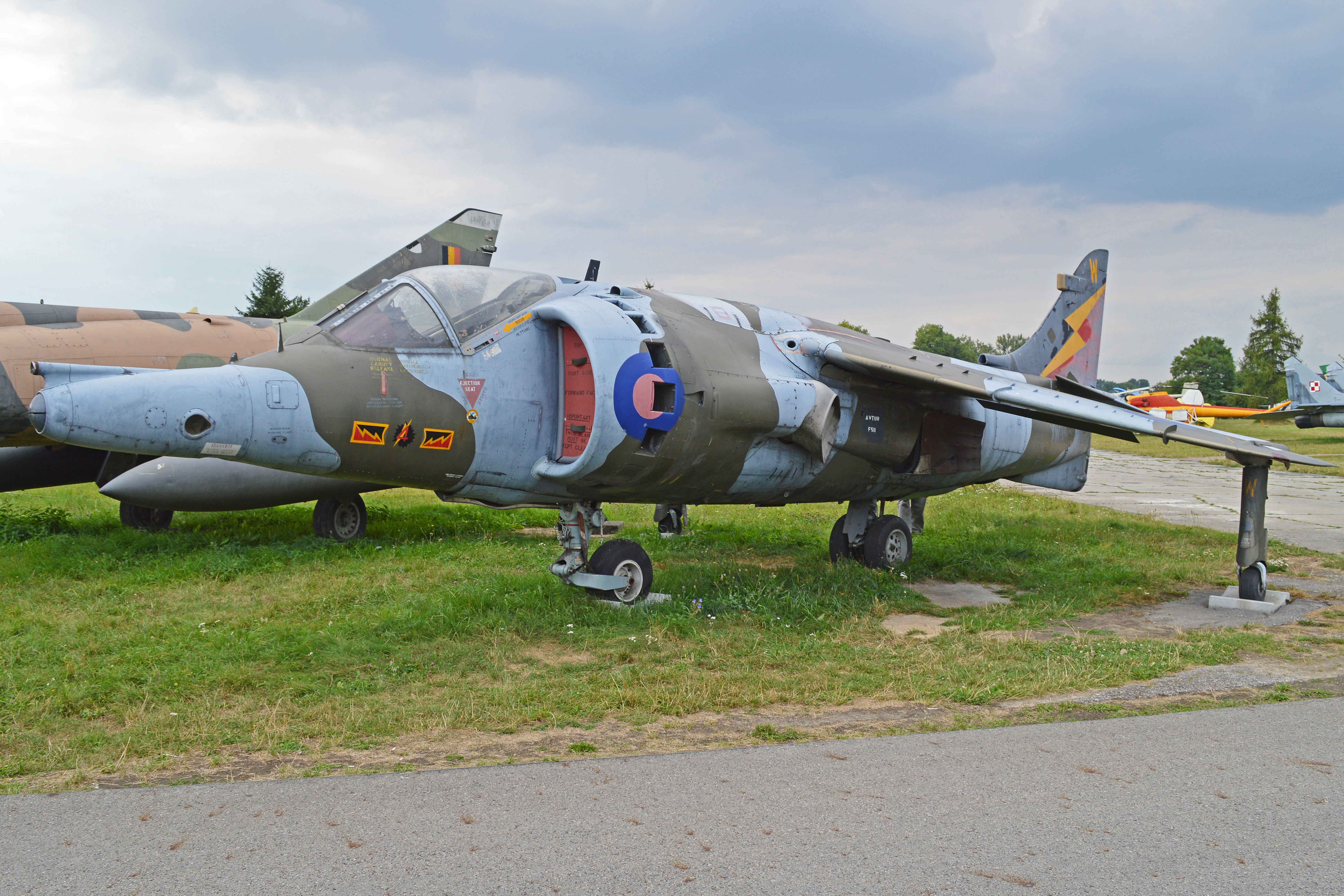
ポーランド航空博物館で展示されているハリアーGR.3。小牧で展示された機体の後身である。

1960年代後半、初の実用垂直離着陸機としてホーカー・シドレー ハリアーが開発されると、日本はその有力な採用候補国と見做されるようになっていた。1970年8月に練習艦隊がポーツマスを訪れた際には、練習艦「かとり」の上空でトニー・ホークスの操縦するハリアーGR.1がデモフライトを行っており、ヘリコプター甲板の強度が不明で着艦は断念されたものの、かわりにホバリングしてオリエンタル式のお辞儀を披露してみせた。また翌1971年に小牧基地で第3回国際航空宇宙ショーが開催された際にはイギリス空軍のハリアーGR.1が派遣され、ショーの後には岐阜基地で自衛隊関係者に披露された。
このように売り込みは図られたものの、ハリアーは超音速を発揮できない上に、当初の第一世代ハリアーは火器管制レーダーを持たず、長射程の対艦・対空ミサイルを装備できないことから、航空自衛隊の運用構想には合致しなかった。しかし、ホーカー・シドレー社の極東営業代表が訪日して防衛庁に売り込みをかけた際に、帝国海軍の伝統として空母の装備を悲願としている海上自衛隊は以前からVTOL機に関心を持っていたため、もっとも積極的な反応を示していた。海上自衛隊がVTOL機に注目する理由として、1.滑走路がいらないので、大型の護衛艦の甲板から自由に発進できる、2.航空機の攻撃にもろい艦隊の弱点を補うためには、艦対空ミサイルだけでは不十分で、もっと先に出て相手機をとらえる航空機が必要、3.VTOL機なら護衛艦にも積めるので、我が国の周辺海域の防空という目的に適していることが挙げられた。海上幕僚監部は4次防中に、VTOL機をどのような作戦予想のもとに装備するのか、積載する艦の規模、積載機数、VTOL機を輸入にするか、国産開発が軌道に乗るのを待つかなど、具体的な検討を行って5次防作成時までに結論を出すつもりでいた。統合幕僚会議議長を務めた佐久間一によると、後のDDV構想の際に俎上に載せられていた発展型ハリアーと異なり、当時のシーハリアーの性能ではバックファイアーに敵わないとの結果だったので計画を見送ったとされている。

#### 1980年代以降

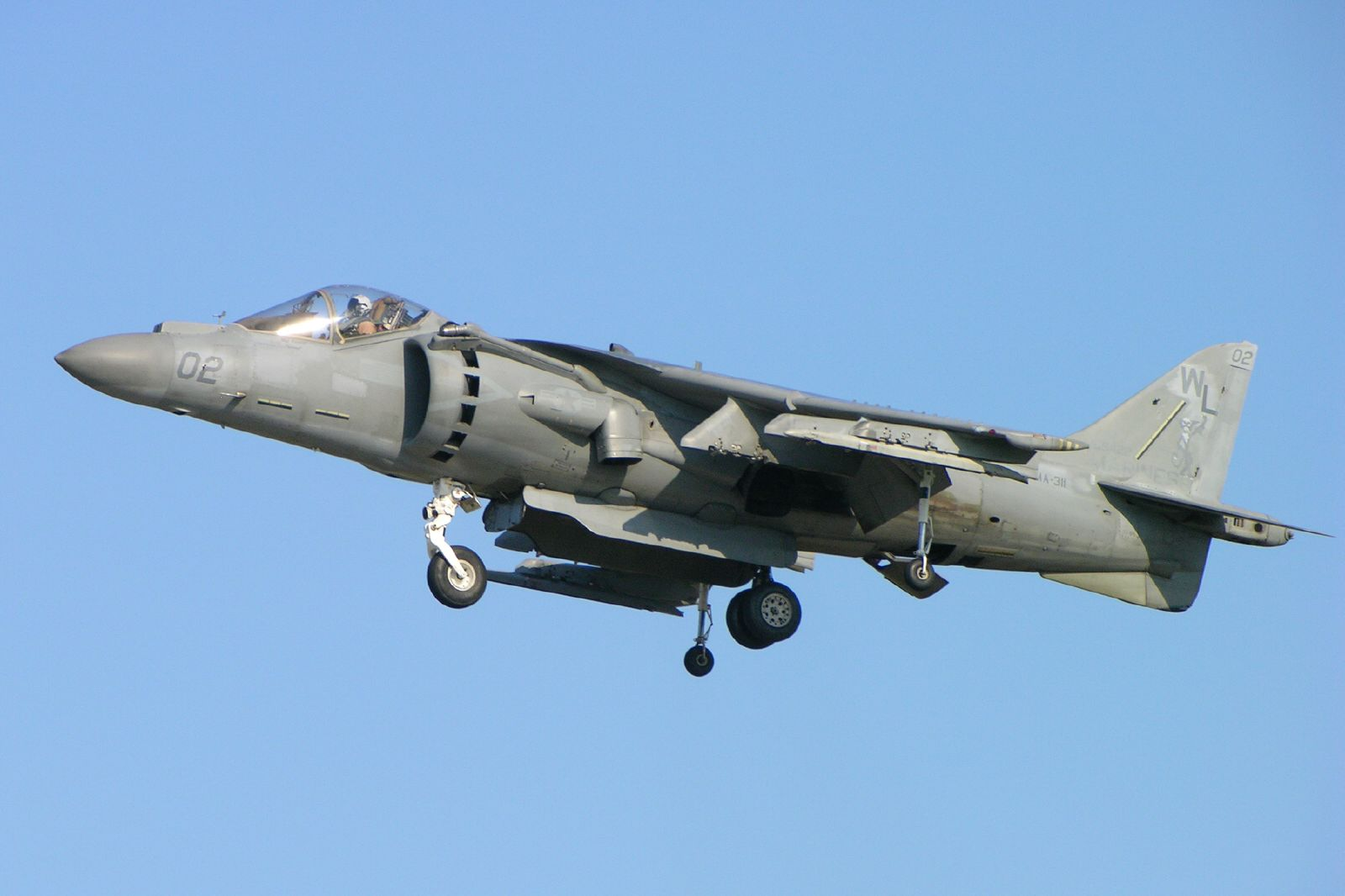
アメリカ海兵隊のハリアー II。日本には同機の能力向上型が提案された。

1982年のフォークランド紛争でイギリス軍のインヴィンシブル級航空母艦やシーハリアー艦上戦闘機が活躍したことで、このようなVTOL機の導入構想が本格的に推進されることとなった。同年（1982年）9月に来日したイギリスのマーガレット・サッチャー首相は「経済力の発展は防衛の義務をも発生させる」とした上で、「同じ海洋国家として英国は、日本が自国の領土、死活を決めるシーレーンを防衛できる力を備えるべきだと気づかっている」と発言し、改めてイギリス製のハリアーの導入を求めていた。ただし海自向けのVTOL機としては、イギリスで開発されたシーハリアーのブルーヴィクセン・レーダー搭載型（後のシーハリアーFA.2）とともに、アメリカを主体として開発されたAPG-65搭載型AV-8B（後のAV-8B+）も俎上に載せられており、商社間で協議した結果、アメリカ軍との相互運用性を重視して後者の売り込みが図られることとなった。イギリスのブリティッシュ・エアロスペース（BAe）はコーンズ・アンド・カンパニー・リミテッドを、マクダネル・ダグラス（MD）は日商岩井を代理店とし、四社の共同チームが防衛庁や日本の航空機メーカーへの情報提供活動を行った。
海上自衛隊上層部は「敵のミサイル母機に対処するには現行ハリアー IIでは速度、航続距離などが物足りない。装備する場合は改良が必要」との立場であり、ブリティッシュ・エアロスペースとマクダネル・ダグラスはハリアー IIの性能向上型に日本の要求を取り入れていく姿勢を見せていた。上記四社の企業チームは三菱重工業、川崎重工業、富士重工業など航空機大手とも接触しており、日本企業からは「V/STOL技術を学ぶチャンス」との声も出ていたという。対日売り込みモデルは、アメリカ海兵隊のハリアー IIよりも高性能の能力向上型であった。海上自衛隊のヘリコプター搭載護衛艦に飛行甲板の補強と海上発射台の装備といった改修を行って2～3機のハリアー IIを運用できるようにし、軽空母がなくても海自全体で30～50機（予備を含む）のハリアー IIを展開できるようにする構想も出ていた。
1989年7月、マクダネル・ダグラスはAV-8B ハリアー IIとF/A-18 ホーネットの日本での独占的販売代理権を上記の日商岩井から丸紅に変更した。丸紅は1976年2月に発覚したロッキード事件以降、大型旅客機や軍用機のビジネスから手を引いていたが、軍用機からも手を引いたことに対する無念の思いは強かったとされ、かねてより因縁があった日商岩井からマクダネル・ダグラスの二つの機種の代理権を奪い取る形で軍用機ビジネスへの復帰を果たした。ハリアー IIは、防衛庁による「防御型軽空母」の導入論議が現実味を帯びてくれば、採用の最有力候補機となる公算が大きいとされていた。
2003年（平成15年）10月2日の衆議院安全保障委員会において、03中期防中にAV-8B ハリアー II 4機、及びAV-8B+ハリアー IIプラス 13機、合計で17機調達し、8年度以降の次々期防ではそれぞれを32機以上と4機以上の計36機以上を購入する計画を含む「海自次期防計画 海幕素案」と称する海自内部資料についての質問がなされたが、石破茂防衛庁長官（当時）により否定されている。また、同時期にAV-8B+ハリアー IIプラスを搭載した艦艇の構想があったが、政治的理由で頓挫したほか、複座型ハリアーを訓練支援機(研究機)として3機導入する案が検討された。2007年12月21日の東京新聞によれば、1995年に海上幕僚監部防衛課は翌年の中期防衛力整備計画に空母保有の布石としてAV-8B+ハリアー IIプラスを導入する方針を固め、「（ハリアー IIプラスを）補給艦から発進させ、敵機に見立てて洋上防空の訓練をする」との理屈を立てたが、これも内局の反対でとん挫したという。
このほか、1990年（平成2年）12月に閣議決定した03中期防の策定過程で、海自は中期防に直接盛り込む装備とは別に「将来構想」としてV-22の救難機としての導入を提案している。

### 航空自衛隊のDDV構想への否定的見解
鈴木昭雄元航空幕僚長はDDV構想について、海上自衛隊がシーハリアーに強い興味を持っていることや、かねてから「どんな形でもいいから空母を持ちたい」との願望があることも知っていたので、その具体化に入ったと受け取ったが、海自が何のためにシーハリアーを、どんな運用構想で装備したいと考えているのか理解できなかったという。鈴木はシーレーン1,000海里防衛やバックファイアの出現が（海自のDDV構想の）トリガーになったとしてもシーハリアーでは対応できないし、わずか1隻くらいの空母では大した機数を搭載できないとして、「理解できない面があって黙って聞いていた」という。鈴木は「戦闘機と言ったら、やっぱり航空自衛隊」「我々が戦闘機を持ち、戦闘機の質的面をいつもトップ・レベルに持っていく努力を、艦を動かしながら片手間でやれる仕事かね」とも述べており、海上自衛隊が戦闘機を保有する構想を持っていたことに対して少なからず反感を抱いていた。また、鈴木は海自に入った防衛大学校の同期と意見交換をした際に、その海自幹部からフォークランド紛争で活躍したシーハリアー搭載の空母を持ちたいとの話を聞いたが、「多少なりとも必要理由があったしても、いまの防衛予算の中で現実のものになるには相当遠い道のり」だと思ったという。
なお、鈴木はシーレーン1,000海里防衛の役割分担に関して、「航空自衛隊のエアー・カバーという話はまったくなかった」としており、空自は（シーレーン1,000海里防衛の）主体は海上自衛隊の対潜だと限定して受け取っていたという。そのため、シーレーン1,000海里防衛は空自の防衛構想や防衛力整備構想に影響しなかったとしている。鈴木はシーレーン1,000海里防衛における経空脅威からの防衛には、常識としては当然、正規空母が必要であり、陸上基地から守るものではないとしている。元航空支援集団司令官の山口利勝元空将も「（シーレーン1,000海里防衛へのコミットメントの形は）具体的にはありません。防空の観点からは、シーレーン防衛というものをまったく想定していませんでしたので、航空自衛隊は本土防空にしか目を向けていませんでした」と述べており、航空自衛隊は海上自衛隊への航空援護を想定していなかったことを証言している。

### 政府関係者の見解
- 1978年3月2日の衆議院内閣委員会で、上野隆史防衛審議官は、「攻撃型空母といいますのは、対地あるいは対艦の攻撃力のある航空機を搭載する空母、代表的な機種は攻撃機でございますが、艦上攻撃機と称するものでございますが、そういうものを主力とする軍用機を搭載しておる空母。まあ攻撃機のほかに対潜機も積んでおりますし、偵察機も積んでおりますし、それから戦闘機、そういう攻撃機を直援する、援護するための戦闘機も積んでおりますが、そういう空母、すなわち攻撃機を主力とする空母を攻撃的空母と言いますれば、そういう空母というのは持てないというふうにその防衛白書でも明確に言っておるわけでございます。」と答弁している[76]。
- 1988年3月11日の参議院予算委員会で、西広整輝防衛局長は、「例えば対潜用の防御型の空母は持ち得る。対地攻撃機を積んだ攻撃型空母とは別途のものが考えられる」と答弁している[48][77]。

- 1989年（平成元年）6月20日の参議院内閣委員会において、日本共産党の吉川春子議員の質問に答えるかたちで、日吉章防衛局長が「対潜戦用のヘリ搭載空母、垂直離着機のみの搭載空母は、防衛計画大綱別表の対潜水上艦と考えられる」との見解が示されている[78]。
- 2014年7月15日の参議院予算委員会で、小野寺五典防衛大臣は「自衛隊としまして、従来から、性能上専ら相手国の国土の壊滅的な破壊のためのみに用いられるいわゆる攻撃的兵器を保有することは、直ちに自衛のための必要最小限度の範囲を超えることとなります。例えば、大陸間弾道ミサイルや長距離戦略爆撃機、攻撃型空母などの保有はいかなる場合も許されないと考えておりますので、このような考え方も一切変更はございません」と発言し、従来の政府答弁を継承した。[79]。

## 全通飛行甲板艦の登場
洋防研で提言されたDDVは断念されたものの、平成10年台中期において、はるな型（43DDH）がおおむね運用寿命を迎え、後継艦が必要となることは自明であった。従来の駆逐艦艦型では、ヘリコプターの同時運用能力や夜間・荒天時整備能力に大きな制限があったことから、飛行甲板の全通飛行甲板化が志向されることとなった。

### 8,900トン型LST
はるな型よりも先に更新時期を迎えたあつみ型（45LST）の後継艦において、まずこの志向が試されることとなった。03中期防で検討された、この平成5年度計画輸送艦では、LCAC-1級エア・クッション型揚陸艇の母艦機能を備えることにより揚陸能力の大幅向上を実現するとともに、輸送ヘリコプターによる空中機動輸送能力も検討された。ただし当時は空母艦型に対して依然として微妙な空気が残っており、慎重な対応が求められた。

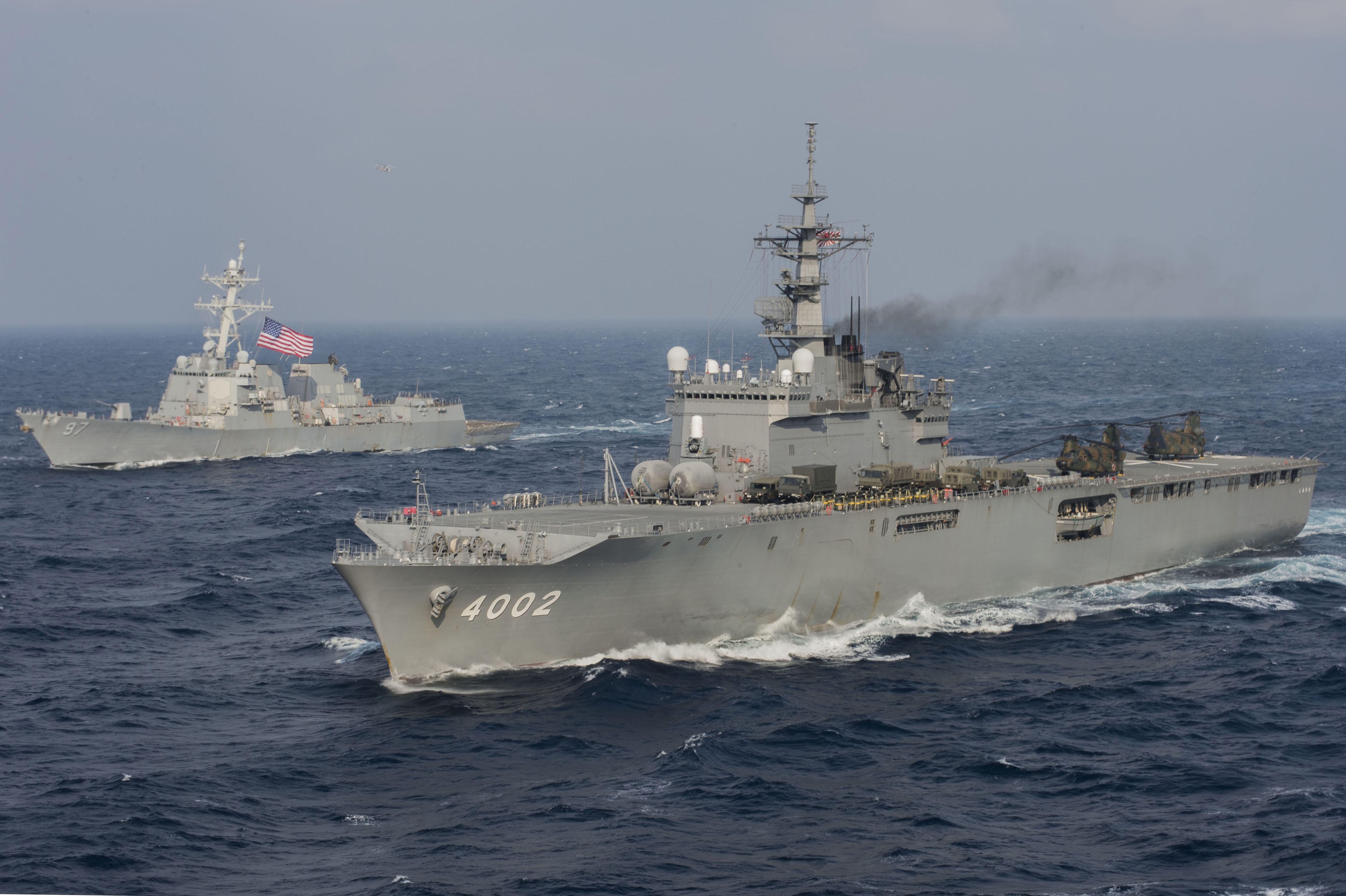
「しもきた」（10LST）

この結果、実際に建造された8,900トン型輸送艦（おおすみ型）では、航空機の収容・整備能力は極めて限定的なものとされ、運用コンセプトとしても、航行しながらヘリコプターを発着艦させる機動揚陸戦ではなく、漂泊ないし錨泊状態での運用による海上作戦輸送方式が前提とされた。しかしそれでも、同型は、自衛艦として初めて全通飛行甲板船型を採用して完成された。諸外国の場合、この規模のドック型揚陸艦では船体前部に大型の上部構造物を作り、ここにヘリコプター格納庫を設置する例がほとんどであり（例外としてイタリアのサン・ジョルジョ級強襲揚陸艦がある）、全通飛行甲板にしたことでかえって航空機運用能力を損なっているとして専門家の批判を受けたが、本型における全通甲板の採用は、来るべきDDH後継艦を強く意識したものであった。
なお本型は、ヘリコプターの発着艦は可能であるが、VTOL機の発着は考慮されておらず、おおすみ型の甲板で多くの航空機を運用するのは無理だとされているが、担当者レベルではおおすみ型にVSTOL機を搭載出来るように真剣に検討したと言われている。1993年10月15日の朝日新聞は防衛庁関係者の証言として、海上自衛隊の大型輸送艦（基準排水量8,900トン）は空母型への大幅な設計変更の結果、イギリスのブリティッシュ・エアロスペースの改造部品「SCADS」により、48時間で飛行甲板を取り付けて軽空母に改造できる構造で設計されていると報じていた。「SCADS」は高熱の噴熱に耐えられる材質の飛行甲板と発着艦時の誘導装置、レーダー、対空ミサイル、管制室がセットになっており、同社のハリアーを売り込むために10年程前から短時間で空母に改造できる部品として各国に紹介していたという。
その後の日米共同演習「ドーン・ブリッツ13」において、アメリカ海兵隊のMV-22Bオスプレイが2番艦「しもきた」に着艦している。また平成26年（2014年）度以降、オスプレイの運用に対応した改修が計画されている。

### 13,500トン型DDH

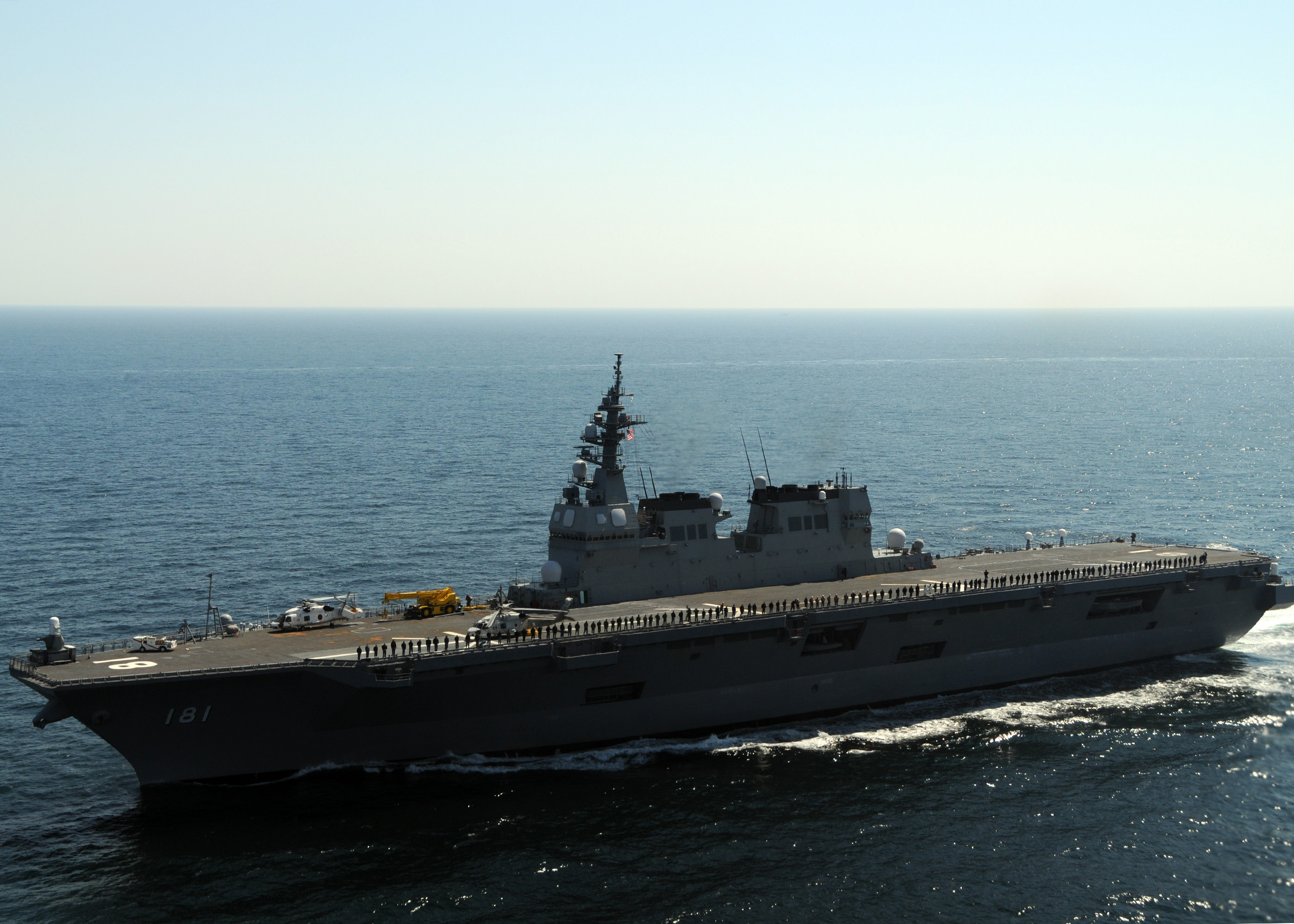
「ひゅうが」（16DDH）

はるな型（43DDH）の後継艦は13中期防において建造されることとされ、2000年1月、瓦力防衛庁長官はカリフォルニア州サンディエゴ海軍基地で「次期中期防に、高度な情報通信機器を装備し、指揮統制能力を強化した『ハイテク指揮艦』の取得を盛り込みたい」と発言した。2000年12月に閣議決定され、この際には下記の3つの船型案が提示された。
1. 従来までのDDHと同様に前部に構造物を持ち、後部を発着甲板とする案
2. 艦橋構造物で前後の甲板を分断し、艦橋の前後にヘリコプター甲板を持たせる案
3. 艦の全長に渡って障害物のない発着甲板を有する全通甲板型とする案

3つの案のうち、当初は第2案が、予想図では無く「イメージ図」という用語を伴って発表されたが、閣議決定の対象ではなく以後の作業を束縛しないものとされた。この図の段階でマストや煙突は右舷側に寄せられており、左舷側には前後の発着甲板をつなぐ大型のシャッターや大きな艦橋が置かれているだけだった。このため、実際の船型は全通甲板の第3案に内定しており、航空母艦に近い形状で世論の反発を買うことがないように作った図であるとも言われた。また全通甲板のほうがあらゆる点で性能的に優れることもあり、最終的に、複数の水中目標対処等の状況を想定して、第3案に変更され、2003年には第3案に基づく予想図が発表された。
この設計による13,500トン型DDHは、1番艦が2009年3月18日、「ひゅうが」（DDH-181）として就役した。続く2番艦は平成17年度予算で要求される予定であったが、海自のC4Iシステム整備とミサイル防衛関連に防衛予算全体が圧迫されたため、この要求は先送りとなり、平成18年度予算で要求が行われ、その建造が認められた。2011年3月16日、「いせ」（DDH-182）として就役した。
東京新聞の取材を受けた海自幹部はひゅうが型に関して、「艦艇は30年間使う。『ひゅうが』は将来、政治の要請があれば、いつでも空母に改造できる」と証言している。

### 19,500トン型DDH
はるな型（43/45DDH）の後継艦としての13,500トン型（16/18DDH）に続き、しらね型（50/51DDH）の後継艦が22中期防（予定）での建造を予定された。ただし第45回衆議院議員総選挙に伴う政権交代で中期防策定が遅延したため、1番艦は単年度の平成22年度予算で建造されることとなった。

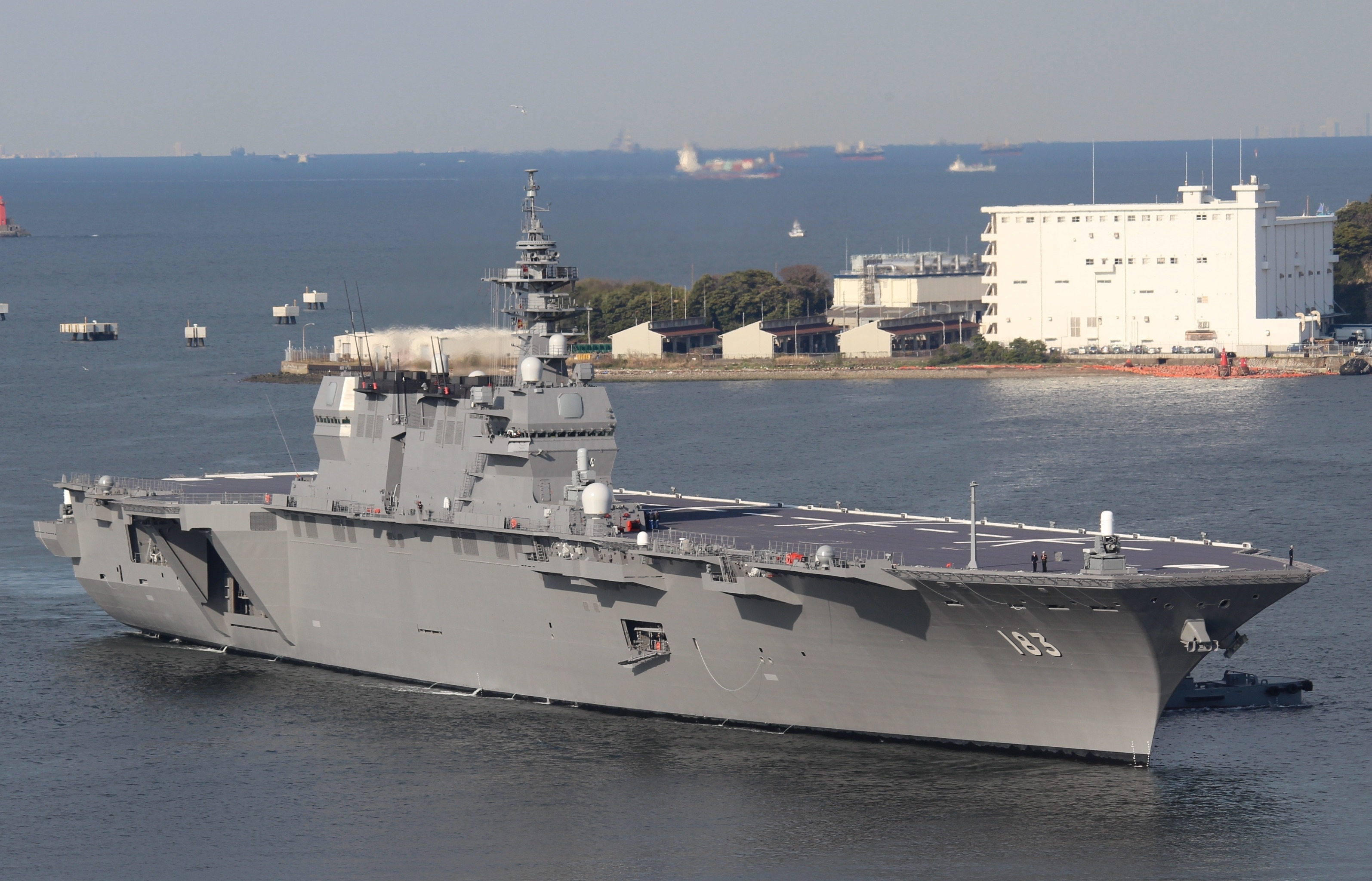
就役直後の「いずも」（22DDH）

2009年8月31日、2010年度予算の概算要求に基準排水量19,500トン、全長248メートル、最大14機のヘリコプターを搭載し5機の同時発着艦、他艦への洋上給油が可能、車輌・人員の輸送力が強化された19,500トン型DDHを配備する方針が発表された。初期の完成予想図には、固定翼機を離陸させるための傾斜構造（スキージャンプ台）が描かれていたが、最終版の設計図ではこの部分は姿を消している。2015年3月25日、1番艦が「いずも」（DDH-183）として就役した。続いて2番艦は2017年3月22日、「かが」（DDH-184）として就役した。
固定翼機運用に関しては、2008年の横浜国際航空宇宙展での講演において海幕防衛部装備体系課長の内嶋修一等海佐（当時）が将来多目的空母でF-35Bを運用する構想に言及しており、講演中に使用された参考図には「輸送能力（艦隊補給）」「脱滑走路（着艦可能）」「艦上整備可能」などと書かれていた。元自衛艦隊司令官の勝山拓元海将は、無改造でもF-35Bの発着艦・格納が可能であるとし、搭載機数としては、SAR用ヘリコプターおよびAEW機を加えて10機プラスアルファ程度と見積もる一方、艦首に大重量のソナーを備えることから、艦のバランスの問題上、スキージャンプ台の後付は困難であるため、戦闘行動半径や搭載量には相当な制約を伴うであろうと指摘している。また軍事ジャーナリスト・社会批評社代表の小西誠が開示請求により入手した防衛省の資料（「STOVL機の運用可能機数」）によれば、防衛省もいずも型でF-35Bを10機程度が運用可能であると見積もっているほか、いずも型は飛行甲板前部に5機、飛行甲板後部に3機の計8機のF-35Bを露天駐機するスペースがあるとしている。
2010年1月26日に防衛研究所の関係者からオーラル・ヒストリー作成のためにインタビューを受けていた鈴木昭雄元航空幕僚長はいずも型を「佐久間の夢」と評しており、「いまは空母ではないけど、あれはすぐ空母に変えられるから。それは絶対に考えていますよ。ハリアーを載せられるようにしてありますよ。絶対」と指摘していた。
2014年の時点で、防衛省幹部は、STOVL機の搭載について「改修は可能だが、航空機の取得や要員養成など膨大な時間と経費がかかり現実的に不可能」と否定していたが、近年の中国の性急な海洋進出の脅威に対応するために空母化の検討を開始したと報じられた（後述する「F-35B搭載計画」項を参照）。

### アメリカ海軍の意識変化
海上自衛隊では艦艇の建造を計画するに当たって必ずアメリカ海軍から意見を聞くことになっており、その過程でアメリカ側から注文を付けられることがあるという。
冷戦終結によってソビエト連邦という共通の敵が消滅したことによって、アメリカ海軍のパールハーバーの記憶を持つ世代は海上自衛隊の装備が不必要に強くなることを警戒しており、戦前の帝国海軍のように海上自衛隊が変貌しないように「芽のうちから摘んでおきたい」という思惑があったという。また、日本が空母を中核とした艦隊整備に動き出せば、中国や韓国との間に深刻な政治的問題を生み、地域の安全保障環境を不安定にさせる危険性があるとして、日本が空母をシーレーン防衛だけでなく、周辺国や小国に対する恫喝に利用するのではないかという懸念も出ていた。
つまり、今は軽空母であっても将来的にその後継艦ともなれば正規空母になる可能性があり、あくまで海上自衛隊を第7艦隊の補助部隊として運用したいアメリカ海軍としては気に入らなかったのである。 同様の理由でおおすみ型輸送艦建造の際も海上自衛隊はアメリカ側に対する説明に苦慮したという。
しかしながらアメリカ海軍は、海上自衛隊がひゅうが型護衛艦を導入するにあたっては、全く異論を挟んでいないという。理由としては緊迫の度合いを見せる近年の極東軍事情勢の変化と、パールハーバー世代からの世代交代により、極東地域に於ける安全保障任務に関して日本に負担を求める意見が主流になっていることが挙げられている。
1990年代までは、アメリカ海軍の空母に航空自衛隊の航空総隊や海上自衛隊の自衛艦隊の幹部が日帰りや1泊で乗艦することがあったが、その多くは艦内見学の範疇でしかなかった。しかし、2000年頃から状況が変化し、日米連携のためにアメリカ海軍の空母のCDC（戦闘指揮中枢）や司令部艦橋に海上自衛官が配置されるようになった。NATO諸国ではこのようなことはあるが、アジアの海軍でアメリカ海軍の空母のCDCに人員を送り込んでいるのは海上自衛隊だけだとされる。これにより海上自衛隊は、近代的な空母運用の現場を実地で学ぶことができたという。

### 比較表
|              |            | DDH いずも型               | DDH ひゅうが型               | LST おおすみ型       |
| ------------ | ---------- | -------------------------- | ---------------------------- | -------------------- |
| 画像         |            |                            |                              |                      |
| 艦種         | 艦種       | ヘリコプター搭載護衛艦     | ヘリコプター搭載護衛艦       | 輸送艦               |
| 船体         | 基準排水量 | 19,500 t                   | 13,950 t                     | 8,900 t              |
| 船体         | 満載排水量 | 26,000 t                   | 19,000 t                     | 14,000 t             |
| 船体         | 全長       | 248 m                      | 197 m                        | 178 m                |
| 船体         | 全幅       | 38 m                       | 33 m                         | 25.8 m               |
| 兵装         | 砲熕       | 高性能20mm機関砲×2基       | 高性能20mm機関砲×2基         | 高性能20mm機関砲×2基 |
| 兵装         | ミサイル   | SeaRAM11連装発射機×2基     | Mk.41 VLS×16セル (ESSM、VLA) | －                   |
| ヘリ運用機能 | 積載機数   | 最大14機                   | 最大11機                     | 艦内空間転用で搭載可 |
| ヘリ運用機能 | 常時搭載機 | SH-60J / K×7機 MCH-101×2機 | SH-60J/K×3機 MCH-101×1機     | －                   |
| ヘリ運用機能 | 同時発着   | 可能（同時に5機）          | 可能（同時に3機）            | 不可能               |
| 同型艦数     | 同型艦数   | 2隻                        | 2隻                          | 3隻                  |

## F-35B搭載計画

### DDHの航空運用能力向上に係る調査研究
上記の通り、19,500トン型DDH（いずも型）は、もともと優れた航空運用能力を備えていることもあって、竣工以前より、固定翼機を搭載する可能性が取り沙汰されていた。実際、海上自衛隊はいずも型の基本設計が作られた2006年から2008年の段階で、東シナ海での中国軍の活動が拡大していくと予測し、空域の優位を確保する必要があると考えていたが、当時、沖縄周辺で自衛隊機が使える滑走路は那覇基地の1本しかなかった。そのため、中国軍の攻撃で那覇基地が使用できなくなる場合に備える方針が固まり、いずも型の空母への転換を想定することになったという。そのため、いずも型の設計では自衛隊がF-35BとV-22を導入することを前提に設計構想が進み、甲板と艦内の格納庫をつなぐエレベーターは、F-35Bの大きさに合わせて設計がなされ、飛行甲板の塗料は、F-35Bが発着する際の噴射熱にも耐えられる塗料が選定された。また、F-35Bがいずも型の飛行甲板を滑走して発艦できるようにするために、勾配をつけた台を艦首部分に取り付ける改修を行うことを想定していた。上記の想定について海自元幹部は朝日新聞の取材に応じ、「数十年先の情勢変化を見越して設計するのが当然だ。実際に改修するかは、政治が決めればいいと考えていた」と証言している。なお、海上自衛隊はいずも型の仕様を決定する際にアメリカ海兵隊のF-35Bの発着艦を想定して、ロッキード・マーティンにF-35Bのサイズや重量などを問い合わせていた。
2013年7月14日には、日本政府がヘリコプター搭載護衛艦に艦載機として配備・運用することを視野に、F-35Bの2020年代半ば以降の導入を目指して検討しているとFNNが報じたが、小野寺五典防衛相は検討の事実を否定していた。2017年12月27日の朝日新聞によれば、航空自衛隊では「いずも」にF-35Bを搭載して空母化する案が2015年の就役以来、検討されてきたが、空自の動きに対して専守防衛の観点から、中国などの周辺国の反発を懸念する見方があり、この時点では検討は本格化していなかった。
その後、2010年代後半になると、本格的な検討が着手された。2016年12月12日の公募に基づき、2017年4月から2018年3月にかけて、「いずも」の建造業者であるジャパンマリンユナイテッドへの委託研究として「航空運用能力向上に係る調査研究」が実施され、無人航空機（UAV）2機種（MQ-8CおよびRQ-21A）とともにF-35Bも俎上に載せられた。このうちF-35Bについては、UAVとは異なり日米協同・統合運用を想定していたほか、整備用機材や補用品を搭載する諸室や兵装についても検討が及んでいた。

### 30大綱での検討

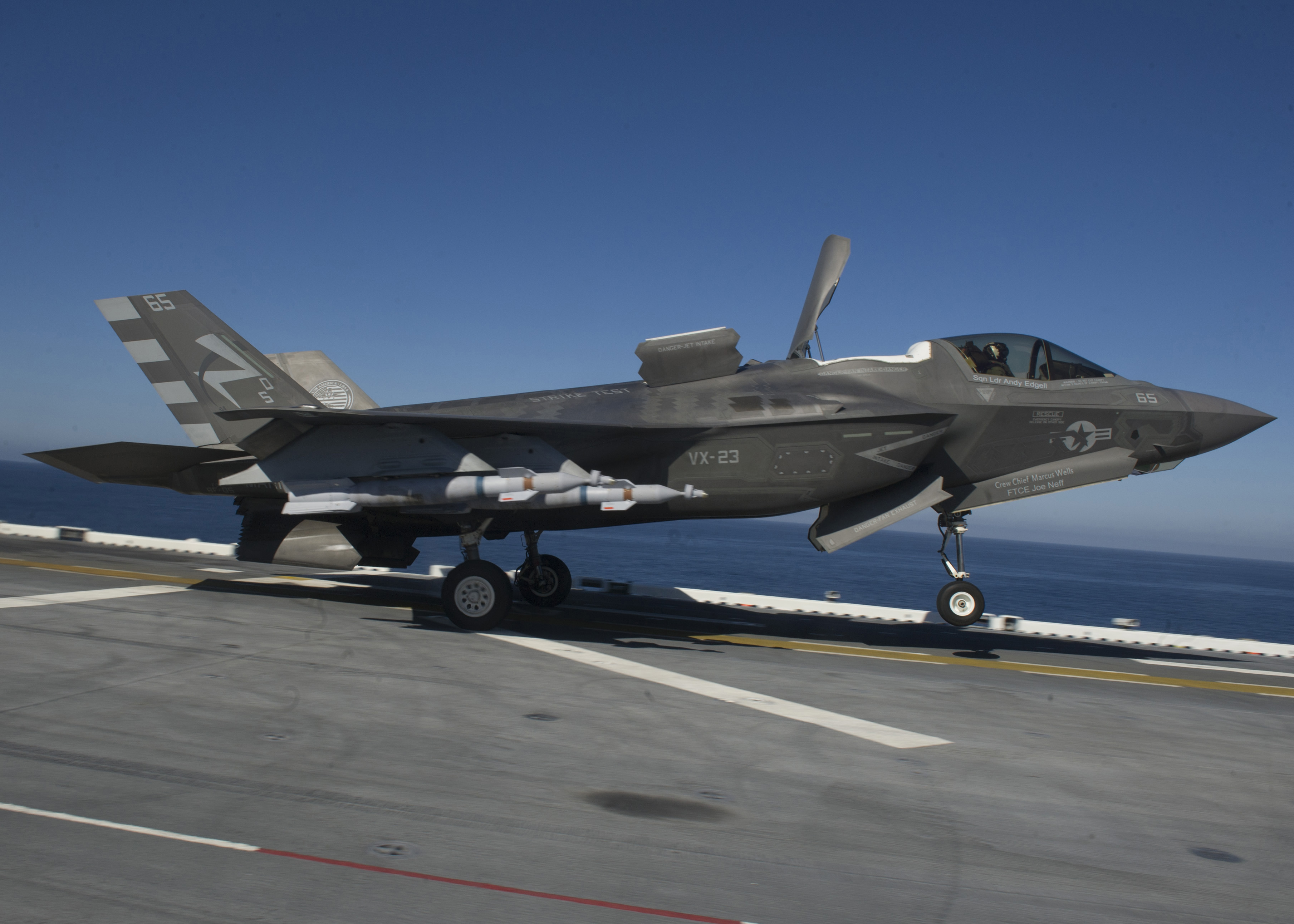
アメリカ海兵隊のF-35B ライトニング II。日本も航空自衛隊が42機導入する。

2018年には防衛計画の大綱の改定が予定されていたことから、同年3月、自由民主党の安全保障調査会が政府への提言骨子案に「多用途防衛型空母」の保有・検討を盛り込んでいることが公表され、同会会長の中谷元元防衛相は、いずも型護衛艦を空母に改修する案を念頭に置いているとした。その後、11月からは自民・公明の与党両党による「新たな防衛計画の大綱等に関するワーキングチーム（WT）」が設置されて会合を重ねていたが、12月の会合ではこの問題も俎上に載せられており、専属の戦闘機部隊は設けず、航空自衛隊が新たに導入するF-35Bで構成する部隊の常時艦上展開は行わないことや、戦闘機の補給・整備能力を攻撃型空母並みとはしないことなどを説明して、公明党の了承を得ようとしていることが報じられた。改修後の呼称について、12月5日に行われたWTの会合では「多用途運用護衛艦」と呼ぶこととされており、また艦種記号については航空機を表す「A」を付して「DDA」に変更されるのではないかとの見方も出ていたが、同月13日にまとめられた確認書では「多機能のヘリコプター搭載護衛艦として従事する」とされており、「多用途運用護衛艦」の呼称は撤回され、艦種記号も「DDH」のままとなった。ただし12月14日、安倍晋三首相は改修後のいずも型について「わかりやすい名称を検討すべきだ」との認識を示したとされ、艦種呼称・記号については変更される可能性を残した。
これらの議論を経て、同年12月18日に発表された30大綱では「戦闘機の運用の柔軟性を更に向上させるため、必要な場合には現有の艦艇からのSTOVL機の運用を可能とするよう、必要な措置を講ずる」とし、あわせて発表された31中期防では、必要な場合にSTOVL機を運用できるようにいずも型の改修を行う旨が明記された。なお、改修後も同型が多機能の護衛艦として多様な任務に従事することや、憲法上保持し得ない装備品に関する従来の政府見解に変更がないことが確認された。フォトジャーナリストの柿谷哲也によれば、同年の時点で航空自衛隊は既にF-35Bをいずも型で運用する準備に着手しており、2018年春に航空自衛隊百里基地で行われた取材の際、第301飛行隊のパイロット談話室に、海上自衛隊のひゅうが型護衛艦の2番艦である「いせ」のイラストが飾ってあったという。第301飛行隊はすでに「いせ」の艦上で研修を受けているという。2019年2月6日には、海上自衛隊の幹部が佐世保基地に配備されているアメリカ海軍のワスプ級強襲揚陸艦「ワスプ」を訪れ、F-35Bなどを視察したことをアメリカ海軍第7艦隊が発表した。
軍事ジャーナリストの竹内修によると、いずも型の事実上の空母への改修とF-35Bの導入は海上自衛隊主導ではなく、内閣総理大臣官邸と国家安全保障会議（NSC）、自由民主党国防部会の主導で決まったとされる。いずも型の改修とF-35Bの導入という結論に落ち着くまでの過程では、強襲揚陸艦の新規建造案や、F-2後継機（将来戦闘機）を国内開発し艦載機型を開発し、カタパルトを備えたより本格的な空母を建造する案が俎上に載せられていた。いずも型の改修とF-35Bの導入が採用された理由として、空母を保有することに対する国内外の批判への配慮や、厳しい財政状況への考慮など複合的な理由のほか、いきなり本格的な空母や強襲揚陸艦を導入する前に、いずも型を改修してF-35Bを運用し、ノウハウの蓄積や問題点を洗い出した上で、次に進むべきかどうかを検討すべきとの、慎重かつ合理的な意見が決め手となったという。このため竹内は、改修後のいずも型は海上自衛隊が固定翼機の運用ノウハウを蓄積する「練習空母」としての役割と、将来建造される固定翼機を運用する艦艇の仕様を定めるための「実験艦」としての役割を担うことになるとしている。

### 改修の実施

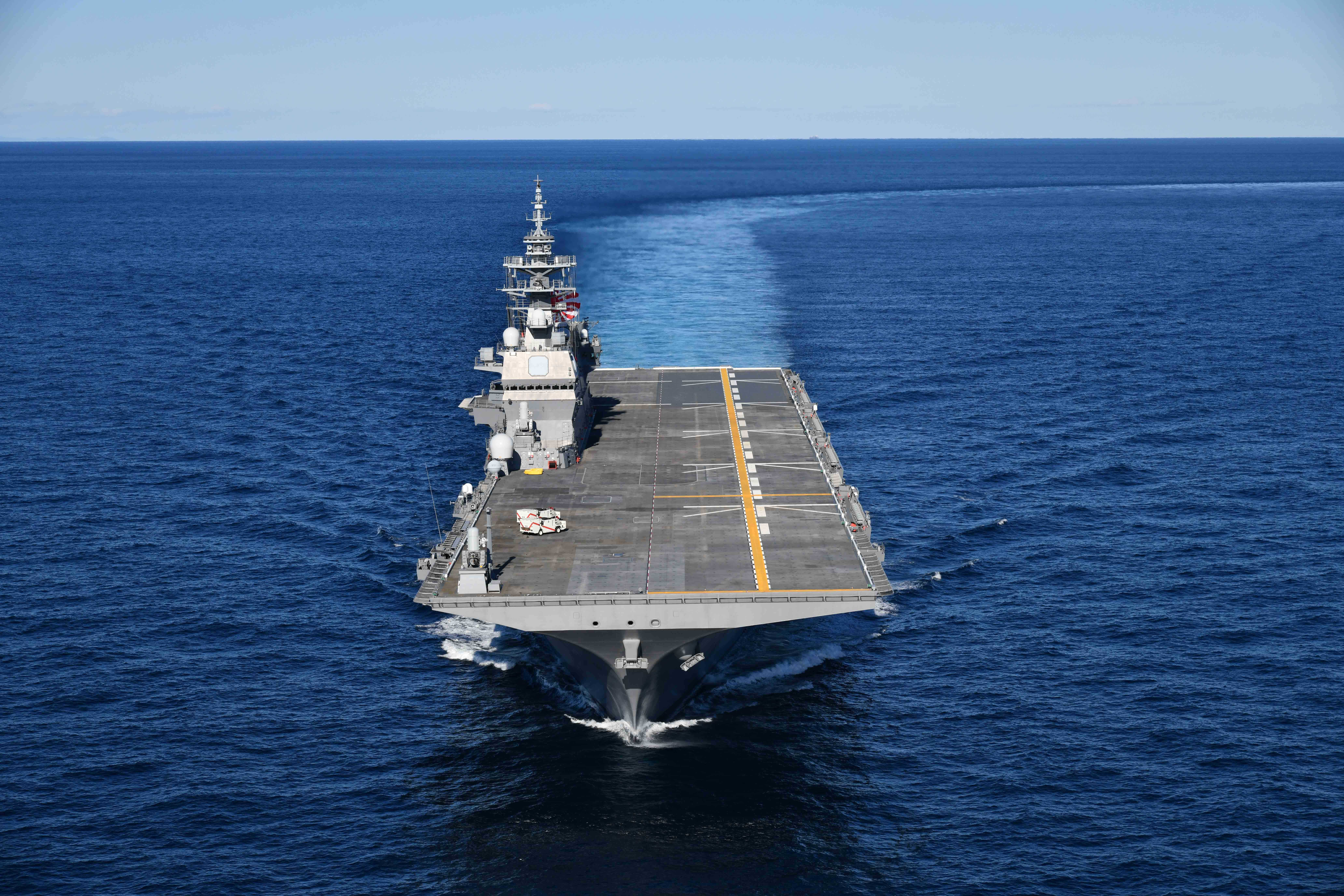
第1段階の改修工事を受けた「かが」

最初に改修される「いずも」では、まず令和2年度でF-35B戦闘機の発着艦を可能にするための甲板の耐熱強化や電源設備の設置などの改修が行われており、F-35Bを安全に運用するための艦首形状を四角形に変更する改修工事や艦内区画の整備などは、令和6年度末から始まる2度目の改修で実施される予定になっている。カタパルトやスキージャンプ台の設置の予定はない。一方、「かが」は、令和3年度末から5年に一度の大規模な定期検査に入るのを機に、F-35B搭載に向けて大規模な改修を行う予定となっており、同艦でも艦首形状を四角形に変更する予定となっている。なお同艦では、当初はこの機会に一挙に大規模な改修を行う予定とされていたが、艦内の区画や搭乗員の待機区画の整備については、アメリカ軍の協力による検証実験や試験を実施して、人やモノの動線を詳細に検討したうえで改修内容を確定することが妥当であることがわかったという。このため、艦内区画の整備などについては、令和3年度の定期検査に合わせてではなく、令和8年度末からの定期検査に合わせて実施する予定となった。なお岸信夫防衛大臣（当時）はいずも型の改修について、F-35Bの常時搭載を可能とする改修をすべて行う方針を明らかにしている。
2021年10月3日、四国沖の「いずも」において、アメリカ海兵隊のF-35B戦闘機2機が発着艦試験を実施した。これは、海上自衛隊の艦艇に固定翼機が発着艦する初の例であった。

2021年10月3日に「いずも」で行われたアメリカ海兵隊のF-35B戦闘機の発着艦試験
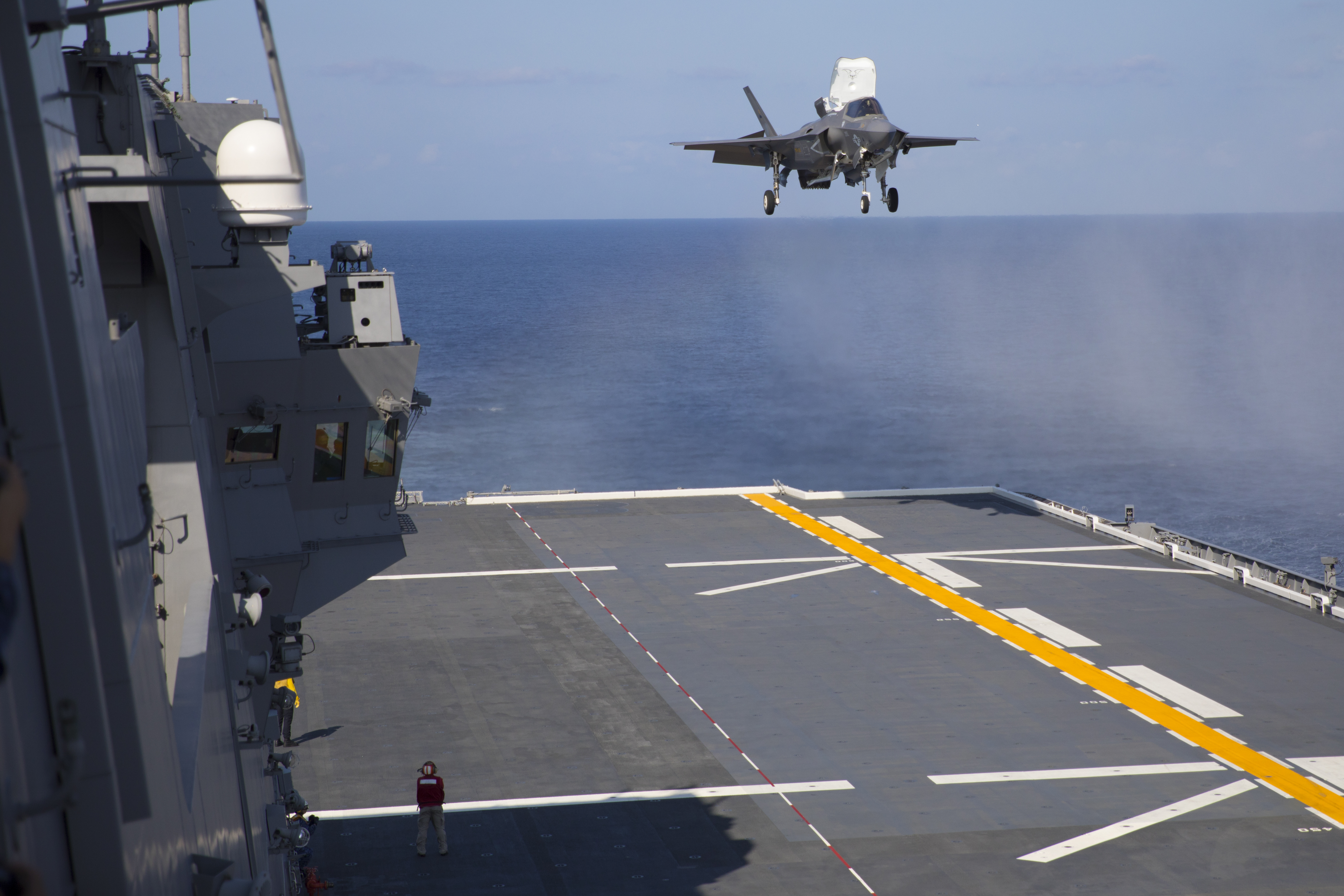
着艦のため進入するF-35B
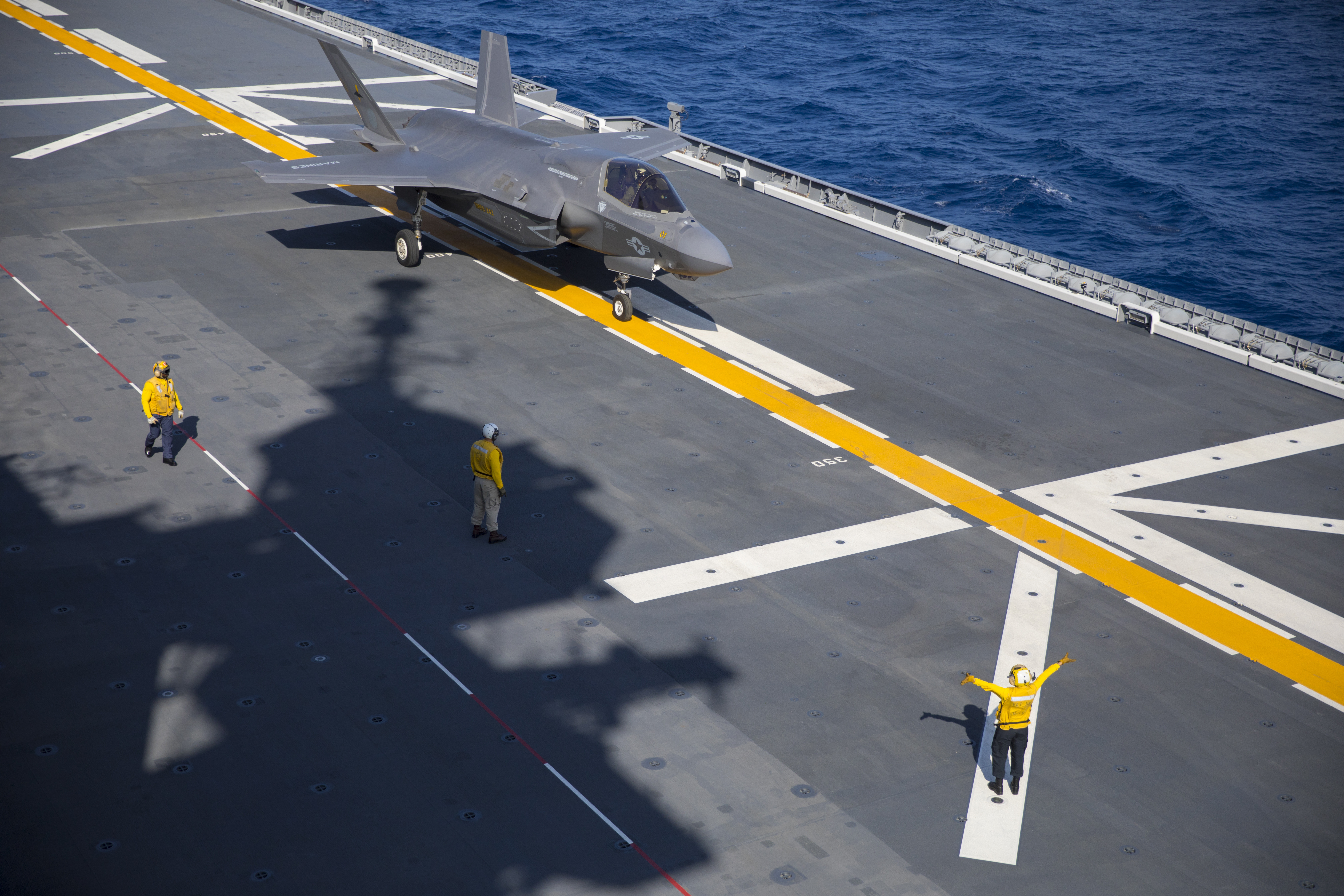
着艦したF-35B
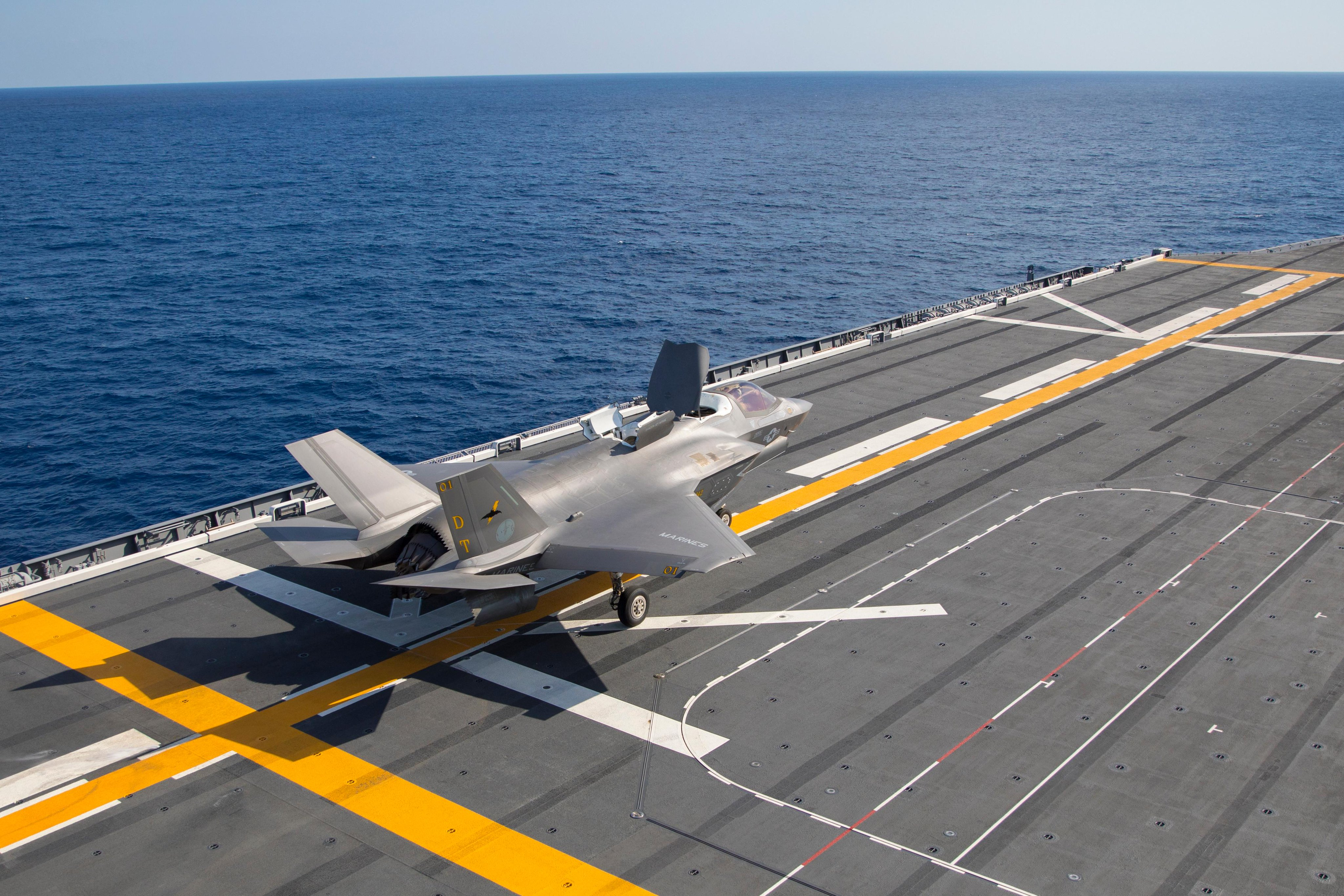
発艦のため滑走するF-35B
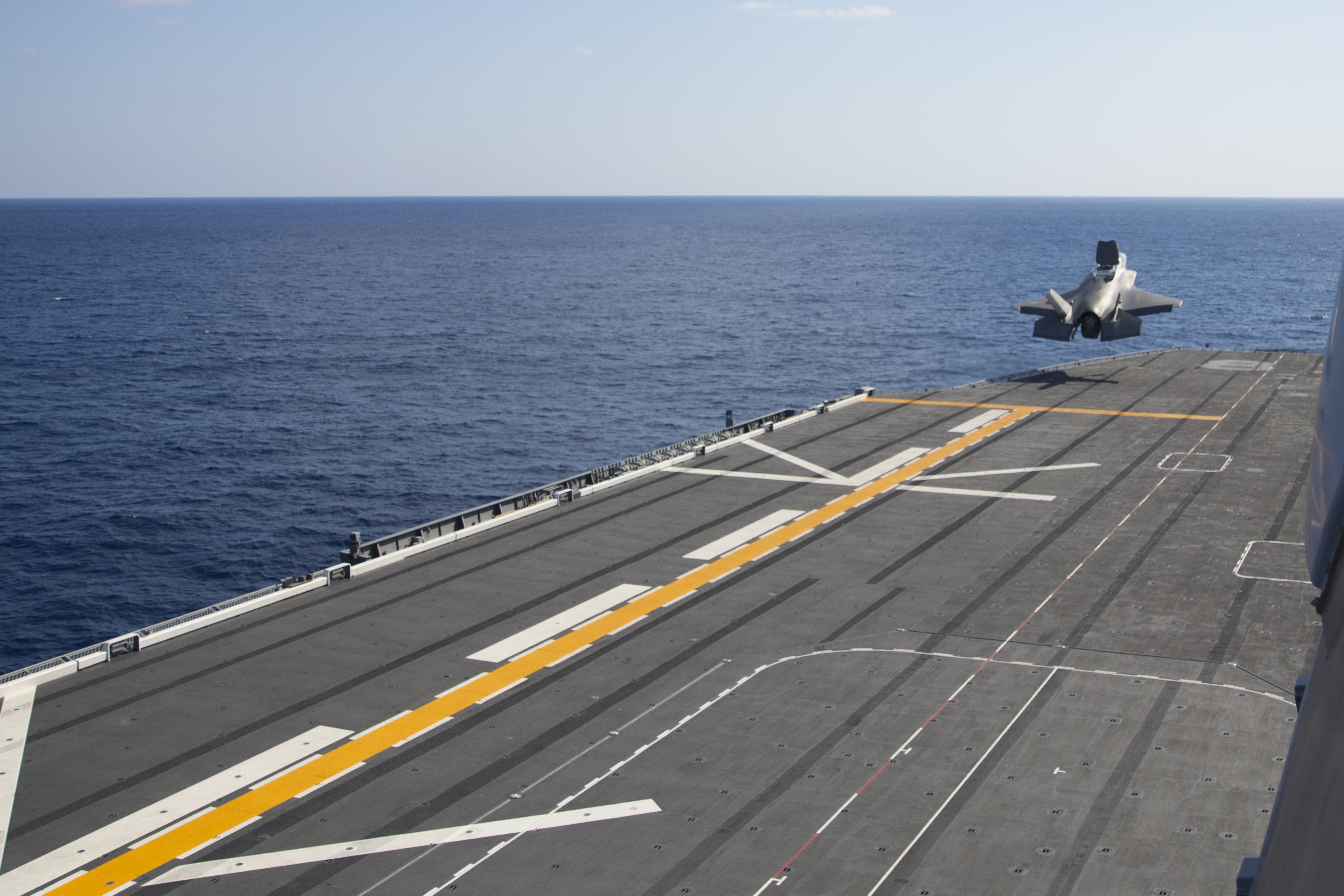
発艦したF-35B
- 発着艦検証作業の動画

### 運用の体制
改修の目的として、防衛省防衛政策局防衛政策課の松尾友彦企画調整官は限られた数の飛行場しか存在しない太平洋の防空を挙げており、広い太平洋上で任務に当たる戦闘機がいずも型から発着艦できれば防空の幅が広がり、緊急時に自衛官の安全を確保できるとしている。衆議院安全保障委員会の岸信夫委員長も、太平洋上で戦闘機が離着陸できる基地が硫黄島にしかないことを指摘するとともに、複数事案対処およびローテーションの維持の観点から追加建造に言及している。2019年8月に来日したバーガーアメリカ海兵隊総司令官は記者会見で、「（日米の）どちらもF-35を飛ばし、着艦可能な艦艇を持っていれば、運用は柔軟になる」、「自衛隊のパイロットがアメリカ海軍の艦艇に着艦し、アメリカ海兵隊のパイロットが海上自衛隊の艦艇に着艦する。これが最終目標だ」と発言し、事実上の空母に改修される「いずも型」を日米で共同運用する方針を明らかにしている。
2021年9月15日、空母「クイーン・エリザベス」を中心とする空母打撃群の指揮官であるイギリス海軍のスティーブ・ムーアハウス海軍准将は読売新聞のインタビューにおいて、日本とイギリスが空母を共同使用することや、日英のF-35Bを統合的に運用することを提案し、日英関係を新たな段階に引き上げる具体策として模索するべきだとしている。また、同年4月26日にイギリスのシンクタンクである国際戦略研究所（IISS）の上席フェローであるニック・チャイルズはインド太平洋に日本を含む同盟国合同の空母打撃群を創設する構想を発表している。この構想はアメリカ、イギリス、フランスの3ヶ国の空母を中心に、日本、オーストラリア、韓国の空母を加えて多国間の空母打撃群を編成し、アメリカ海軍の空母の不在によるインド太平洋地域での自由主義諸国のプレゼンスの低下を防ぐというものである。前出の竹内によると、日本の政府与党の中にもチャイルズと同様の構想が存在するとされ、航空自衛隊のF-35Bは日本の防空能力や継戦能力の強化だけでなく、日本政府の外交方針である「自由で開かれたインド太平洋」を実現するためのツールとしての役割も期待されており、海上自衛隊のいずも型と組み合わせて同盟国や友好国と協力することで得られるプレゼンスによりインド太平洋の秩序を維持し、海洋支配を強める中国との紛争を未然に防ぐために有効なツールとなり得るとしている。
上記の通り、いずも型に搭載するF-35Bは航空自衛隊が運用するが、元海上自衛隊呉地方総監の池田徳宏元海将は航空自衛隊のF-35B導入は海上自衛隊の欠落機能である艦隊防空における縦深性確保を目的とするものではなく、日本周辺における航空優勢確保が目的であることを指摘した上で、今後いずも型護衛艦に航空自衛隊のF-35Bを搭載して南シナ海からインド洋における長期展開行動である「インド太平洋方面派遣訓練（IPD）」を継続すれば、海上自衛隊は艦隊防空における欠落機能獲得というゴールに近づいていくだろうとしている。元海上自衛隊舞鶴地方総監の柴田雅裕元海将は対中作戦において航空自衛隊は沖縄から退避せざるを得ないので必然的に局外に置かれると指摘し、中国軍に対抗できる唯一有力な機体であるF-35Bを南西諸島方面で運用する際に現場にいない空自に指揮権を保持させたままでは機体の性能を有効に発揮できないとして、もともと艦載機であるF-35Bは海自に移管するか、F-35B部隊の指揮権を空自から海自に接受させることを明確にするべきだとしている。また、柴田は開戦劈頭の中国軍のミサイル攻撃により沖縄本島や南西諸島の陸上基地にある航空戦力は機能しなくなると指摘し、このような事態で有効な航空戦力は陸上基地と護衛艦の何れからも発着できるF-35Bだけであり、日本は航空戦力に投入する資源をF-35Bに集中させるべきだとしている。海上自衛隊第1護衛隊群司令の小牟田秀覚海将補（当時）は、「海上作戦においてどうSTOVL機を使うかを考え、作戦遂行可能なレベルにまで部隊を鍛え上げなければならない」とした上で、「その過程では、航空自衛隊やアメリカ軍の力も必要となる」との含みを持たせた発言をしている。
元海上自衛隊航空集団司令官の倉本憲一元海将は、海上自衛隊は演習で航空自衛隊に航空機の発出を要請しても「全体防空のなかで適切に対応する」と言われ続けており、統合運用で調整して運用することは極めて難しいことや、海上作戦にタイムリーに航空戦力を投入できないことは現代戦において致命的であることを指摘している。また海自は必要な時に戦闘機や攻撃機を運用できないため主体的な作戦運用が立て難く、近代戦において致命的な欠陥だとしている。そのため倉本は空自の戦闘機と支援戦闘機の一部は海自が所有して専属的に海自の指揮下で海上作戦を行うべきであり、いずも型でF-35Bの運用を開始する前にその分属を見直すべきだと主張している。このほか倉本は、洋上における要撃管制業務についても海自イージス艦には要撃管制について訓練を受けた人員が配置されているにも関わらず、空自との共同訓練時には必ず空自の要撃管制官が乗艦してくることを問題視している。

### 固定翼UASの売り込み
海上自衛隊のヘリコプター搭載護衛艦の艦載機として国外メーカーから固定翼UASの売り込みが行われており、トルコのバイカル・ディフェンスの最高経営責任者（CEO）であるハルク・バイラクタルは日経産業新聞の取材に対して空母や強襲揚陸艦から発進できるバイラクタル TB3の開発に取り組んでいることを明かし、「TB3は日本の護衛艦『いずも』級に適している」として日本への輸出に意欲を見せていた。
2022年5月10日にオーストラリアのシドニーで開催された「INDOPACIFIC 2022」において、ゼネラル・アトミックスは全通飛行甲板を備えた艦艇からスキージャンプやカタパルトを用いずに運用できる「MQ-9B STOL」を発表し、輸出について不特定の「太平洋」諸国と協議中であることを明らかにした。NAVAL NEWSは不特定の「太平洋」諸国について、日本（いずも型護衛艦とひゅうが型護衛艦）と韓国（CVX）である可能性が高いと報じている。

## 次世代艦
2017年にアメリカ合衆国のワシントンD.C.で開催された「Sea-Air-Space 2017」において、海上自衛隊がゼネラル・アトミックスの開発した電磁式カタパルトシステム（EMALS）と、先進型アレスティング・ギア（AAG）の技術に関心を示していたことが報じられた。
2021年10月12日、BAEシステムズは日本メディア向けに報道説明会を開催し、日本に現地法人を設立することを発表した。その際にBAEシステムズのアジア地域コミュニケーション部長であるトム・ドハーティは、BAEシステムズが有する空母「クイーン・エリザベス」に関するノウハウを日本に提供することに前向きな姿勢を示している。
2023年3月15日から17日に、日本の幕張メッセで開催された「DSEI Japan 2023」において、川崎重工業は空母からの艦載機射出に使う電磁式カタパルトへ転用できる大容量ニッケル水素2次電池「ギガセル」の展示パネルを出展した。ニッケル水素2次電池は電解液が水溶液であるため、リチウムイオン2次電池のように有機溶媒を使う電池に比べて火災などの危険が少ない点が空母に向いているとされ、川崎重工業は「電磁式カタパルトの電源として、大電力の放電が可能な特徴を生かせる」「被弾時などに火災が広がらないようコントロールしやすい」としている。展示パネルには、海上自衛隊のヘリコプター搭載護衛艦の全通飛行甲板に設置された電磁式カタパルトを用いてF-35C戦闘機が発艦しているイメージCGが描かれていた。ほか、「DSEI Japan 2023」ではゼネラル・アトミックス・エアロノーティカルシステムズ（GA-ASI）が、アメリカ海軍に採用された実績のある電磁式カタパルトシステム（EMALS）と先進型アレスティング・ギア（AAG）の模型などを展示してアピールしていた。

### 両用戦艦艇
防衛省は26中期防において、水陸両用作戦に適した航空運用能力と大規模輸送力、指揮統制能力を兼ね備えた新型の多機能艦艇のあり方について検討し、中期防の期間中に結論を得ることになっていたが、26中期防期間中に結論は出されなかった。
2019年に幕張メッセで開催された「DSEI Japan 2019」において、ジャパン マリンユナイテッド（JMU）は海上自衛隊のおおすみ型後継艦への提案を想定した「Future Landing Helicopter Dock」（将来強襲揚陸艦）のコンセプトを発表した。Future Landing Helicopter Dockは、JMUが設計・建造を手掛けた、おおすみ型、ひゅうが型、いずも型の経験が活用されており、V-22の運用を想定した全通飛行甲板や、航空機用格納庫および航空機用エレベーターを備えている。JMUは遠くない時期に防衛省からの需要があると見込んでおり、コンセプトをさらに固めていく意向を示していた。
2020年4月12日、海上自衛隊補給本部は「令和2年度新たな艦艇に関する調査研究の契約希望業者募集要項」を公示した。 公募に応募できる者の資格として、「海上自衛隊のDDH、輸送艦及び掃海母艦の機能に関する知識に精通している者」「艦艇の航空機搭載機能とLCAC等揚陸艇搭載機能の共存に関する成立性、加えて掃海母艦機能を統合した艦の成立性等について、検討できる能力を有する者」が要求されている。
元統合幕僚長の河野克俊元海将は、いずも型DDHは水陸両用戦に投入する指揮中枢艦としては万全のヴィークルではないと指摘し、水陸両用戦機能のさらなる向上のためには島嶼防衛を担う護衛艦・掃海艦艇部隊（新編）の指揮中枢艦として、ヘリコプターだけでなく、一時的な制空権確保のためにF-35Bも搭載可能なアメリカ海軍の強襲揚陸艦のような艦艇が必要だとしている。
池田徳宏元海将は、掃海母艦「うらが」、「ぶんご」の代替艦には新たな護衛艦・掃海艦艇部隊2個群の旗艦として水陸両用作戦に従事できる能力が求められており、代替艦はいずも型へのF-35B搭載改修の成果も反映させた「両用作戦指揮艦」として建造されるとしている。
森本敏元防衛大臣は、中国が4隻目の空母を日本の南方海域で運用する前に、DDHの代わりにF-35BやV-22を洋上で運用できる大型揚陸艦（航空甲板付き）が必要だとしている。

## 関連作品
海上自衛隊の架空の空母を描いたフィクション作品。

### 漫画・アニメ
『空母いぶき』シリーズ かわぐちかいじ
戦後日本初の空母建造と、それを旗艦とした護衛隊群の新規設立を目的とした『ペガソス計画』により建造された海上自衛隊初の空母「いぶき」が登場する。
『攻殻機動隊 S.A.C. 2nd GIG』
海上自衛隊を前身とする「海上自衛軍」の艦艇として「海自ヘリ空母」が登場。揚陸作戦の支援などを想定した双胴艦で、自動爆撃ヘリなどを艦載する。作中では出島での実弾演習や、招慰難民によって独立が宣言された出島の封鎖・攻撃に参加している。
『ゴルゴ13』第164巻「北京の蝶」 さいとう・たかを
アメリカから中国人民解放軍海軍が空母を保有していることを知らされた日本保守党元幹事長の砂子晋三（モデルは安倍晋三）が、中国海軍に対抗するために自衛隊に空母の研究開発を進めさせようとするが、アメリカから「日本が空母を持てばアジアの軍事バランスが崩れる」「空母を、どの国が持ってよいのかはアメリカが判断する」「日本も例外ではない」と圧力をかけられ、最終的には空母の研究開発を見合わせている。
『少年台風』 小澤さとる
海上自衛隊の原子力空母「台風（タイフーン）」が登場。「これからの宇宙開発時代に見合った訓練のため」として、世界各国より志願・選抜された少年たちからなる「少年台風」を乗艦させており、主人公たち2人も第二期練習生として少年台風に所属している。
『少年ロケット部隊』 横山光輝
海上自衛隊の空母として「はるかぜ」が登場。外観のモデルはキティホーク級航空母艦。物語中盤より主人公たち「少年ロケット部隊」の母艦となる。
『戦海の剣』シリーズ 天沼俊
シーレーン防衛プロジェクト『SCXX-2100』により極秘に建造された海自初の空母「剣（つるぎ）」が登場。
『戦海の剣』では乗組員の訓練が完了していなかったため未就役だったが、1年後を描いた続編『戦海の剣ー死闘ー』で就役、クーデターを起こした架空の海上自衛隊潜水艦「くろしお」「さきしお」と死闘を繰り広げる。
『レッド・サン・ライジング』 小林源文
海上自衛隊の攻撃型原子力空母として三胴空母「赤城」が登場。空母艦載機は航空自衛隊の所属。ハワイのヒッカム空軍基地を壊滅させたほか、東部太平洋でアメリカ海軍の空母機動部隊の艦載機を撃滅し、アメリカ西海岸全域の航空優勢を確保する。

### 小説
『空母三国志―日中激突2013』 吉田親司
LHA(R)をモデルシップとする海上自衛隊初の空母「義経」と準同型艦「弁慶」が登場。
『空母大戦―第2次日本海大海戦!』 鋭電力
第二次世界大戦で貢献したのが空母ではなく戦艦の世界で、大艦巨砲主義を加速させるアメリカ合衆国と逆に海上自衛隊は海上護衛に空母の有用性を見出し、大型航空護衛艦「ずいかく型」を生み出す。
8月クーデターの成功で存続したソビエト連邦の北海道侵攻に対抗すべくソ連太平洋艦隊と対峙する。
『激突 日中戦争』 齋藤穣
ヘリコプター護衛艦の発展型となる初の空母「しなの」が登場。
『現代社会で乙女ゲームの悪役令嬢をするのはちょっと大変』 二日市とふろう
作中世界の海上自衛隊は4個護衛隊群に加えて2個空母機動部隊を編制できる艦艇数を保有しており、空母「しょうかく」「ずいかく」「そうりゅう」「ひりゅう」の4隻を保有している。これらの空母の搭載機数は1隻につき約60機前後で、基本的に空母2隻をペアとして護衛に複数のイージス艦・護衛艦・潜水艦を付けて機動部隊を編成する。
『征途』 佐藤大輔
レイテ沖海戦での勝利とそれを起因とするソ連の北海道侵攻によって戦後日本が留萌-釧路線を境に分断された世界で、海上自衛隊は北海道戦争時に復帰させた雲龍型空母「かつらぎ（葛城）」を皮切りに、「航空護衛艦」の名称で空母を保有・運用している。
作中では北海道戦争後、アメリカからエセックス級空母2隻の供与を受けてこれらを「あかぎ」「かが」として就役させており、これらは「かつらぎ」と共にジェット機対応改修を行いベトナム戦争への自衛隊派遣の際に運用された。その後、60年代末に決定された予算措置によりアメリカの超大型空母に匹敵する規模を持つ「しょうかく型」2隻を建造・就役させて湾岸戦争に派遣した他、統一戦争時には近代化改修したしょうかく型に加えて、世界初の双胴空母「ほうしょう型」の1番艦「ほうしょう」を就役させ運用していた。
『戦闘妖精・雪風』 神林長平
「日本海軍」の原子力空母「アドミラル56」が登場。異星体ジャムの超空間通路を警戒し、国連軍艦隊の1隻として南極に展開している。
原作小説では子細な来歴は不明だが、OVA版『戦闘妖精雪風』では、ジャムの出現を受けて海上自衛隊が海軍に改称された後、ジャムへの対抗を目的に各国軍の戦力を統合的に運用する「地球軍構想」の一環として建造された空母群に属する艦との設定がされている。
『日中世界大戦』 森詠
暁計画によりフランスで建造された初の空母「しなの」（「シャルル・ド・ゴール」のガスタービン型）とイギリスから購入した「あかぎ」（元「プリンス・オブ・ウェールズ」）が登場。
ヨーロッパから回航されつつ南シナ海で中国人民解放軍海軍と決戦に及ぶ。
『日中尖閣戦争』 中村ケイジ
空母「りょうま」が登場。
『日本国召喚』 みのろう
異世界に国ごと転移した日本が、異世界国家のパーパルディア皇国から戦争を仕掛けられた経験から、パーパルディア皇国戦の7年後（西暦2025年）までに事実上の空母である航空護衛艦4隻の整備を日本政府が計画したことが小説第4巻で語られる。
運用ノウハウは在日米軍から教養を受ける他、艦載機としてF-3次期主力戦闘機をパーパルディア皇国戦の6年後（西暦2024年）までに実用化する事が計画されている。
『遙かなる星』 佐藤大輔
米ソ核戦争と化した第三次世界大戦の終結後、核攻撃で崩壊したアメリカ合衆国への復興援助を対価に、日本が合衆国からフォレスタル級航空母艦「インディペンデンス」を購入。航空護衛艦「ほうしょう」として海上自衛隊に就役させる。
その後の1980年代には、排水量10万トン超となる新型のそうりゅう級航空護衛艦「そうりゅう」と「ひりゅう」を新造し、相次いで実戦配備させている。
『漂流自衛隊 波涛篇』 砧大蔵
空母「あさま」が登場。
マリアナ沖海戦前夜にタイムスリップし、「ジョージ・H・W・ブッシュ」が第5艦隊に与したのを見て、大日本帝国海軍第一機動艦隊を援護すべく行動する。

### 書籍
『エースコンバット アサルト・ホライゾン マスターファイル ASF-X 震電II』 ソフトバンククリエイティブ
ゲーム本編には登場しないが、関連書籍の本書に海上自衛隊の軽空母として「ひゅうが改型DDV」「のと型DDV」が登場。いずれも艦載機として架空のステルス戦闘機「ASF-X/F-3 震電II」を運用するSTOVL空母であり、前者は震電IIの発着艦研究や練習艦任務に用いることを目的にひゅうが型護衛艦「ひゅうが」に改修を施したもの、後者は世界情勢の変化に伴い当初ひゅうが型の発展改良型として設計されていたのを大幅に改正したものとされている。

### その他映像作品
『ゴジラ・ザ・リアル 4-D』
海上自衛隊の戦略空母「きりゅう」が登場。ゴジラ迎撃を任務とする対巨大不明生物特殊航空隊（AAA）が母艦としており、大阪へのゴジラ襲来を受け出動する。